# インペリアル サガ エクリプス
『インペリアル サガ エクリプス』(Imperial SaGa Eclipce) は、スクウェア・エニックス制作・運営のブラウザゲーム。通称『インサガEC』。2015年 - 2019年に配信されていたブラウザゲーム『インペリアル サガ』の続編にあたる。Yahoo!ゲーム（2020年9月17日まではYahoo!ゲーム ゲームプラスによる提供）・DMM GAMES（2020年4月よりEXNOAに商号変更）経由にてPCとスマートフォンの両方に対応。2023年9月27日まではニコニコアプリ経由(PC)・dゲーム経由(スマートフォン)にも対応していた。基本プレイ無料、アイテム課金制。
ニコニコアプリ版およびdゲーム版に関しては、両プラットフォーム自体がサービス終了する都合上、Yahoo!ゲーム版にデータを引き継ぎする形を取った。
2024年12月26日をもってサービスを終了。終了後は本作のシナリオを閲覧できるWEBアーカイブ版ページの公開を予定している。

## 概要
Adobe Flashの終了にともなうサービス終了となった前作の物語を直接引き継いだ本作 は、前作の各種エンディングを終えた登場人物が元々の世界に帰ることにより、この世界での戦いの記憶がなかったことになるのは果たして良いことなのかという観点で、元々の世界に帰らなかったことをスタートとする新作として開発された。
システムとしては、前作の配信後期に実装されていた一部キャラクターのレアリティ上昇の全面実装、多岐に渡っていた課金ポイントの用途を絞ることによる戦闘中心のキャラ育成への移行、戦闘不能時に消費されていたLPシステムの撤廃、HP回復の実装など、ほぼ全体にわたり変更されている。

## あらすじ

### 第1幕(亡星獣編)
かつて、惑星「ステラ」を舞台に発生した多次元世界「ディスノミア」にて、ネメアー神の陣営である人々とヴァダガラ神の陣営である魔物たちは長い戦いを続けていた。人々の陣営ではさまざまな世界から寄せ集められた者たちを束ねる「アルタメノス帝国」が中心となり、最初は寄せ集めであった彼らは一つの大きな勢力へと発展し、魔物率いるヴァダガラ神を打ち倒した。この戦いは1度では終わらず、無数の平行世界が作られる形で幾度も繰り返されていた。
だが、この戦いで人間側についていた神ネメアーには上位神がいた。その上位神バラル は、この戦いの歴史を見ていたが、自身の持つ神々の視点ではなく人間の尺度で観察することを欲し、その役割を果たせる存在として人間リベルを作り出した。こうして、存在の隠匿技能と不老不死の肉体を与えられたリベルは、ディスノミアの歴史のあらゆる平行世界で起こった出来事と、それに関わった幾多の人間を観察し続けた。しかし観察の果てに、勇気ある者たちが命を落とす場面を限りなく見続けることに耐え切れなくなり、最後の最後には歴史に介入して、たとえバラル神の意志に反しようとも、少しでも人々を救おうと決心する。
しかし、歴史に介入しても、結局は戦いの終わりにおいて、これら戦士たちがディスノミアで生きた記憶は元の世界へ送り返される際にすべて消滅することを知る。元の世界で命を落としていた状況をディスノミアで覆して人生を好転させた者もおり、それらを含めた戦士たちの戦い抜いた意思が無に帰ることをリベルはどうしても受け入れられなかった。すべての観察を終えた褒美としてバラル神から望みを叶えようと言われた時、リベルが申し出た願いとは、環境の滅亡した惑星を再生させ、そこを戦士たちの第二の故郷とし、元の世界へ帰さずに移住させるものだった。
そこで太陽神バラルは、その疑問を解決するだけの能力を持つかどうかリベルに対して試練を与え、リベルはこの試練を突破する。それを見届けたバラルは、約束どおりに戦士たちの安住の地を与えるため、条件にかなった惑星をリベルに託し、バラル自身が受け持つ太陽の近くに惑星を移動させ、その恵みを与えて再生させた。
ディスノミアの人々がその記憶を失わずに安住し続けられる地を手に入れたリベルは、この惑星「ディミルヘイム」を願いどおりの世界とするため、果てしない時間を世界構築に費やした後、人々を移住させたことで、力を使い果たして眠りにつく。こうして、惑星ディミルヘイムが再び寿命を迎えて滅ぶその時まで、リベルの眠りは覚めないはずであった。
しかしそのわずか1年後、目覚めないはずの目覚めを起こしたリベルは、平和なはずのディミルヘイムにありえないはずのモンスター襲撃という異常事態を目にしたことで、理想郷を作り上げたはずのこの世界に何が起こっているのかを確かめるため、目覚めの際にいつのまにか側にいた奇妙な生物「アモル」とともに長い旅に出ることを決意する。その旅路でリベルは、この世界が自分の予想とは大きく異なり、不備だらけの構造かつ、未知の敵勢力「真影帝国」という脅威や、惑星を滅ぼしかねない「亡星獣」という存在が封印されていたこと、そしてこの惑星がかつてなぜ滅んだかを知る。さらに、正体不明の月による日食（エクリプス）が発生したことで、バラル本人も深刻な異常をきたしていた。
真影帝国の目的はアルタメノス帝国への復讐であり、亡星獣の脅威も真影帝国によって手引きされていたものであった。リベルやアルタメノス帝国は追跡行の末に真影帝国の足取りを捉えるが、既にすべての亡星獣の封印が解けていたことで惑星そのものを蹂躙する「大亡星獣」の覚醒が始まる。しかし大亡星獣を目覚めさせた黒幕は、真影帝国とは別にアルタメノスへの復讐を企てる魔物の女王ジュディスであった。ジュディスは、真影帝国を言葉巧みにたきつけて裏から操りつつ、最終的には真影帝国もろとも滅ぼすつもりであり、のちに大亡星獣を乗っ取って直接蹂躙しようとするも、アモルによってコントロールを奪われる。アモルはその正体を大亡星獣の一部としていたため、部外者であるジュディスでは歯が立たなかった。
こうしてアモルの意志を得て本来の形に戻った大亡星獣は、旅路の中で培ったアモルとしての新しい感情をベースとした恵みを齎す存在となり、一方で放逐されたジュディスはもはや存在を維持する力も残されておらず、自身の信奉する月神ゾンマへ復讐の懇願をしながら事切れる。

### 第2幕(潜月編)
戦いのさなかに復讐劇の真相が明らかとなったことで、大亡星獣との決着後に真影帝国とアルタメノス帝国は和解を果たし、つかの間の平和を謳歌していたが、その平和は太陽がゆがみ始める怪現象を狼煙として再び破られた。それは、上空から影で構成されたようないびつな魔物「アンブラー」が襲来するために城壁などの守りが役に立たないという、新しい危機「ジュードロップ」であった。
この新たな危機に対しては、死後の世界「冥府」を管理しているデス神も事の大きさから動き出し、惑星ディミルヘイムがかつて一度滅亡する以前の時代に生き、亡星獣に対抗するため戦っていた戦士たち「八逆徒」の一部を蘇生させて対処させようとする。やがてアルタメノス帝国と共同戦線を張ることになり、ジュードロップによって上空から魔物が降り注ぐことに対して先んじることができる対処方法を探る。その結果、魔物が降り注ぐ地域に一定の法則があることを発見し、その法則を追いかけるとその元凶が不可視の月にあることを突き止めた。バラル神が日食の影響を受けて暴走していた原因でもあり、アルタメノス帝国はこの一連の事件の大元を断つため各地の技術を結集して月へと攻め上る。
そこに現れた月神ゾンマは、かねてから自分が置かれていた「2柱1対として作られた存在」という状況を覆すため、バラル神を完全に吸収し、ひいては自分を作り出したより高位の神々に対しても自分ただ1柱のみの存在こそが正しいのだと思い知らせるため、人間はおろか魔物さえ滅ぼす目的で戦いを挑んできた。
しかしアルタメノス帝国の兵力や八逆徒の力に阻まれたうえ、さらには同時期に暗躍を始めた魔王からも利害の一致しない存在であるとみなされ、互いの思惑が複雑に絡んだままゾンマ神は倒される。
しかし、ゾンマ神が斃れたことで一度は戦況の支配権を持ったと確信した魔王が、共謀していたカオス・ルーラーともどもアルタメノス帝国に敗れると、戦況が自身に都合のいい形になっていたゾンマ神は再び活動を開始し、バラル神を吸収するために宇宙へと飛び出そうとする。しかし魔物をも滅ぼそうとする考えは、自身が生み出した配下であるヴァダガラ神や、ヴァダガラを作り出した双子神ザルガから恨み妬まれていた。そしてゾンマ神を追跡していたリベルの同行者にして、かつてディスノミア時代に血統こそ双子神ザルガではあったがアルタメノス帝国の皇帝の1人として戦ったミルリクへと、これら神々が手を貸す。その力によってゾンマ神は身体を構成する中心核を貫かれて滅ぼされた。
ゾンマ神の企みを阻止したのち、リベルとミルリクは改めて正気に戻ったバラル神に謁見をする。今回の戦いでリベルは神々の一員となれるだけの働きをしたと評価されたが、人の目線で人を観察し続けたリベルの選択はこれからも変わらずに人間として生きていくものだった。それを尊重したバラル神は、自身がいる限り対の存在であるゾンマ神が再び復活することを考え、再びこのような事件が起こらないよう、惑星ディミルヘイムを自分の太陽から遠く引き離す決定を下す。
もちろん、太陽の恵みが無ければ惑星ディミルヘイムはかつてと同じく衰退し、滅亡の末路を辿ってしまう。そこでバラル神が考案したのは、自身の太陽神としての権能を、ディミルヘイムで功績を上げたエロール神に委譲し、エロール神を太陽とする形でその繁栄を維持させるものだった。
エロール神はこれにより太陽となり、神としてはこれまでのように人々と接することができない身となったが、人間としての力を残した吟遊詩人ハオラーンを地上に残す形で、惑星ディミルヘイムは新しいスタートを切った。

### アモル漫遊編
バラル神との関係が切れたリベルは神々の眷属ではない自由の身となり、神々による大役を背負う必要がなくなった。そして、一度は大亡星獣を封じるため身体を失ったアモルは、リベルとの旅路で得た感情や人格によって冥府にて人間と看做され、冥府を管理するデス神から八逆徒と一緒に人間として蘇生されていた。
人間として新たな命を得たアモルは、人との対話が可能な存在になったことで人間としての見聞を広めることに興味を覚え、それまで旅を共にしてきたリベルとも離れて自分自身のための諸国漫遊を始める。無垢・気まぐれ・自然体な性格として再出発したアモルは、旺盛な好奇心のままに旅の各地で発生する様々な事件へ顔を出しては姿を消す日々を過ごしていた。しかしその関わった事件のことごとくが、新たな暗躍者の影を匂わせるものばかり。その旅路で、アモルはまるで自分と同じように各地に現れては姿を消すもう1人の旅人の気配を徐々に察知してついに接触をはかる。その人物とは、ヴァダガラ神の兄弟でありディスノミアでは同じく対立していたネブルザグ神の、人間体としての姿であった。しかしネブルザグはかつての邪神としてのそれではなく、旅人としてアモルと徐々に交流をする。
そんなネブルザグとの交流や八逆徒たちの協力によって、やがて一連の事件はひとつの陰謀へとたどり着く。以前この惑星に亡星獣が何体も封じられていたのは、大亡星獣の力を使いすぎれば100年のちに滅ぶところを、繁栄を放棄してエネルギー消費を抑えることで1000年持たせるための手段としてであり、大亡星獣を封印するため命をなげうって魔物化しつつ自身を封印そのものと化す儀式を行ったため。各地の「亡星獣」とは大亡星獣を封印するための魔物化した身体の総称であった。しかし東洲国の諸王は目先100年の支配にしがみつき、命がけで封印した者たちを「八逆徒」の名で誹ったのである。さらに亡霊となった今もその支配欲を満たすため、潜伏し続けながらこの惑星を乗っ取ろうと画策していた。

## 登場人物
本作の世界に独自に登場するキャラクターおよび、前作のキャラクターのなかで本作独自の役割を大きく持つ者のみ記述する。
太陽神バラル
前作で人間を作り上げた神ネメアーの創造主。太陽そのものの神とされており、神々の視点ではなく人間の視点での観測を欲し、使徒としてリベルを作り出す。
リベル
本作の主人公。性別はスタート時に選択するが、後から自由に再変更可能。目覚めるはずの無い目覚めに見舞われてから旅を決意し、ディミルヘイムに起こった事態を解明するため各地の大陸を回る。かつてディスノミアで果てしない時間を人々の観察に費やしてきたことから、幅広い視野・知識・経験を持ち、たとえ力で勝る相手と刃を交えても知識による立ち回りで身体能力以上の実力を発揮し、またほんの少しの態度の変化などからでも発言の真偽を機敏に読み取る。
ディミルヘイムの世界創造を行った際、ディスノミアでの各人物に対して、年代・平行世界の違いで発生した同一人物の別個体を全て統合した存在とさせている。また、ディスノミアの平行世界（プレイヤーが介入できない時間軸を含む）で1例でも生存が確認された場合は、その時間軸から連れてきている形で極力生存を優先させる処置を取っていた。ただし、神々の類や、ステラおよびディスノミアの出身者、ディスノミア時代に悪意を持って多大な破壊活動を行った者などはディミルヘイムに招待しないつもりでいた。
目覚めてからの旅路では、武芸の不足分を観察眼でカバーしている面が強い。それとは別に、本人は自覚していないがバイタル面で深刻な問題を抱えており、生きて活動しているのが不思議であると診断される状況。バラル神が日食の影響で暴走をした際には、暴走を止めようとした段階で各臓器が急激に停止しており、同行者が蘇生キットを与えても回復せず、アモルの力があってようやく回復するという深刻な状況が明らかになった。
アモル
マスコットキャラクターのポジション。リベルが目覚めた時にいきなり側にいた、鳥をモチーフにしたような生物。「キュー」としか喋らないが高度な知的生物であり、意思の疎通も可能。名前はリベルが直感で名付けたもので、アモルはこのことに納得している。
第1幕の終盤に消滅したかに見えたが、その魂はリベルとの旅路で愛などの人間らしい感情を身につけていたことから魂の質が人間であると判定されて冥府に送られ、第2幕の「八逆徒」の蘇生に混じって一緒に人間として蘇生されることになる。人間としてはとても無垢な存在であり、自身が成長するためにリベルとも離れて諸国漫遊の旅に出始める。テレパシーを扱うことが可能で、自然体かつ気まぐれな性格と合わさって主にディミルヘイム以外の外宇宙から雑多な情報を受信することが多いが、神々との念話に使われることもあり、時折人になる以前の特殊な誕生由来のポテンシャルの高さを覗かせる。第2幕終了後の時系列のイベントストーリーはこの人間体アモルを主役にした「アモル漫遊編」になっている。
アデル・ベリアス
前作の主人公。ディスノミア時代に人々を率いていたアルタメノス皇帝であり、ディミルヘイムでもアルタメノス帝国を興し、多数の人民を抱えて護るため現在も皇帝として活動している。もう1つの帝国「真影帝国」から宣戦布告を受けるが、アデル本人にとってその帝国は名前も知らず、宣戦布告を受けるだけの理由も身に覚えのないものだという。
本来、前作の世界「ディスノミア」および「ステラ」出身の人物は、リベルの計画ではディミルヘイムに来ないはずであったため、彼がディミルヘイムに存在していることが既に予定外の事態であり、この事がリベルにディミルヘイムの真相を疑わせる最初の大きな契機となった。
兵士ザール
前作の登場人物。ディスノミア時代においては戦いの初期においてすべての平行世界で例外なく命を落としていたが、リベルが歴史に介入した唯一の時間軸で救われたことをきっかけに、ディミルヘイムではリベルのための伝令として粉骨砕身している。
ミルリク・ベリアス
前作の主要人物のひとり。人々の側に立つ者でありながらもかつて戦った魔物側の神と同じ血を引いており、当時は長いこと肉体から魂を切り離して惑星ステラで暮らしていた。ディスノミアに危機が迫った際、満月の力を用いた「反魂の法」で肉体に魂を戻して人々を率い戦うも、その反動で次の満月に落命していた。ネメアー神とエロール神によって救われディミルヘイムに運ばれるが、生命力を回復させるまでは「影の空間」という精神世界のような場所に閉じ込められていたも同然で、ディミルヘイムの人々への協力もわずかな手助けができるのみであった。
その間、自身の血の由来である邪神が「過去へ遡る力」を持っていた影響で、その残滓が「過去を見る力」として顕現する。この力を用いて、真影帝国がアルタメノス帝国へ宣戦布告をした事情を知り、のちにエロール神の導きで影の空間を脱出してディミルヘイムに降り立つ。
ディスノミア時代では切り離された肉体は時間経過が停止していたが、ディミルヘイムに降り立った時は肉体年齢が停止していた時間の分だけ成長しており、いわば肉体年齢が停止しなかった本来の姿として現れた。
シャビエル・バルガス将軍
アルタメノス帝国に宣戦布告をした「真影帝国」の将軍。女帝ギジェルミナから大きな権限を授かっており、魔力を注入された黒水晶を用いて、ディミルヘイムに眠る8体の「亡星獣」を覚醒させるため、各地の大陸を巡っている。旧『インペリアル サガ』の作中における時代よりさらに過去のこと、建国当時は1つの国だったアルタメノスが東西分裂した片割れ「西アルタメノス帝国」の出身であり、一番の剣の使い手。基本的に「バルガス将軍」と呼称されるが、ギジェルミナからは「シャビエル」とも呼ばれている。幼い頃から剣技の才能を見せており、のちに当時皇帝であったラモラールから気に入られてギジェルミナの守護騎士に任命された。のちに東アルタメノス帝国に国を滅ぼされ併合されたその日から、復讐を誓うギジェルミナに請われるまま戦い方のすべてを彼女に伝授した。
配下にゴブリンやオークなどの獣人族による軍隊がおり、アルタメノス帝国や各世界の戦士の予想に反して、規律正しく人間の言葉を解し、組織的な活動を行える高度な知能を持つ。これらは本来ならば獣人としての言葉を話すのだが、バルガス将軍によって強制的に人間の言葉を普段から喋るよう教育されている。しかし、規律こそ厳しいが使い捨てるような姿勢には明確な嫌悪感を示し、たとえ同僚であってもそのような戦い方を許さないポリシーを持つ。
女帝ギジェルミナを常に第一に考え守護騎士を貫く彼は、女帝ギジェルミナを利用しようとするアクィラ侯爵から邪魔に思われており、亡星獣の元へ派遣中にリベルと交戦した際に深傷を負ったことに便乗され、撤退中にアクィラ侯爵から罠を仕掛けられ、致命傷を負わされたのち海へ身を投げ出した。
R3X
もともとは『サガ フロンティア』のワンシーンで登場したキャラクター。エグゼクティブ・プロデューサー河津の監修のもとで実装される運びとなったものであり、もともとキャラクターとして特に設定が存在してはいない。そのため各種設定は本作オリジナルとなる。
『サガフロンティア』の組織「ブラッククロス」の実質的な首魁であるDr.クラインが、この世界において記憶喪失で放浪していたところを真影帝国に拾われて参謀に取り立てられたことに対する報恩として、窮地に陥ったバルガス将軍を海底で回収し、改造手術を施して蘇生させた姿。アルカイザーなどのヒーローが持つ「奇跡を生む力というある種の不条理」を科学的に再現させたもので、本人にとっては改造前と変わらない身体感覚を維持したまま敵を根絶する力を極限まで拡張されている。身体にほどこした改造箇所は膨大なエネルギーを発生させる人工心臓および強化血管と超反応神経網のみに絞っており、それ以外は全て本人が元来持つ身体能力に依存しているという、バルガス本人が卓越した戦闘能力を持っていることを前提にした専用の設計。外見は、光線剣と青い金属状の全身防具で武装しているが、これは身体の改造ではなく外部から亜空間を経由して電送で瞬間的に装備・装着されるもの。
アクィラ侯爵を討ち果たし彼にさらわれていたギジェルミナを救出した際、負荷を超えてこの形態を使用したためバルガスはR3Xへの変身機能を失ったが、体内に残った改造によって他のメカを手足のように扱える機能が残っている。
ギヨーム・ド・アクィラ侯爵
バルガス将軍の同僚。かつて「西アルタメノス帝国」時代は女帝ギジェルミナの許婚であったが、後にその約定は破棄された。敵地に隣接した地域に配属されていた過去があるため、荒々しい手口を用いることに躊躇がなく、使い捨てること前提のモンスター兵力を所有している。軍の仕事に関してはやり残しはしないがドライな姿勢であり、また兜を深くかぶっているため表向きその表情は読み取れない。しかしながら、わずかな手がかりであっても感情を察知するリベルでもその考えを一切読み取れない、謎めいた一面を持つ。彼が率いる部隊はそのすべてが死兵であり、生命力を致命的なレベルまで消耗する服従の術をかけられているため、捕虜にした場合でも生命力がまもなく尽きるという、完全な使い捨ての思想のもとに組まれている。
女帝ギジェルミナを自分の思い通りに動かす野望を持っていることからアルタメノス帝国への復讐とは別個の目的を持つ行動が随所に見られ、バラル神が日食を受けて暴走した時も真相をただ一人知っている様子であった。また、女帝ギジェルミナが持つ妖術（下記）と同質の力を有する。
のちに致命傷を負ったはずのバルガスによって討ち取られた際、魔物を操ったり配下を死兵とさせる力を本来持っていなかったことを思い出す。本来の彼は、アルタメノス帝国が東西分裂をした際、敵地近くに配属されていた状況を利用して東アルタメノス帝国と内通して西アルタメノス帝国を滅ぼす原因を作った男で、地理上の理由からドライな人物の多かった周辺人物の中でも彼は忠誠心さえなく、その際に西軍に捕らえられて処刑されていた。
女帝ギジェルミナ・カブラ
「真影帝国」における事実上のトップ。かつて暮らしていた祖国「西アルタメノス帝国」では姫君の身分だったが、滅ぼされたその日から復讐のために女帝を名乗り、バルガス将軍から戦いと生きる知識のすべてを請い、女帝として成長・君臨した。記憶喪失だった別世界の人間に役割を与えたり、その人物が記憶を取り戻し離反しても、相応の礼儀に対し感謝を示すなど、その行動には高い節度がうかがえる。祖国を追われてからは辛酸をなめるような経験を重ねた末、自らを強く恐ろしい存在であろうとするため律しており、東西分裂する前の「原初のアルタメノス帝国」を興した「五大詩人」 の力が込められた聖石を、「人界の果て」にて発掘した。この聖石による影響で妖術を操る力を会得し、エキドニア大陸（後述）北西部の近海海底に真影帝国の本拠地を作り上げた。
したがって「真影帝国」とは復讐のために名を変えた「西アルタメノス帝国の生き残りの陣営」を指し、彼らが劇中で復讐の対象としていたアデル率いる「アルタメノス帝国」とはかつて自身らを陥れた「東アルタメノス帝国の末裔」を指す。
ラモラール・カブラ
「真影帝国」の女帝ギジェルミナの父。かつての祖国を滅ぼされた時に声を失ってしまい、現在は玉座に座ることも満足にできないほど衰弱しているが、その呻き声のごとき言葉をギジェルミナだけは正確に聞き取れる。「亡星獣」の位置情報をギジェルミナに伝えているのも彼であり、衰弱してギジェルミナに事実上帝位を譲っている状況とはいえ、真影帝国の活動に重要な役割を持つ。遥か過去の時代に聖石の探索を果たした際は一時的に言葉が戻り、「時空を司る天空の大神」なる存在に祈ったことで、二度と戻らない正気と引き換えに一行を惑星ディミルヘイムへと時間跳躍させ、聖石からの助言に従いギジェルミナに皇位を譲るとともに、ディミルヘイムの地でアルタメノスへの復讐の手段としてギジェルミナに真影帝国を打ち立てさせた。
デス
『ロマンシング サ・ガ』の登場人物。ディミルヘイムにおいて「死後の世界が存在しない」ことに気づき、独自に冥府を作り運用している。これはリベルにとっては世界創造のうえでの盲点であり、それを指摘すると同時に、ディミルヘイムが不備だらけの世界であることを指摘した人物。ディスノミア時代とは比べ物にならない力を持っている。
エロール
『ロマンシング サ・ガ』の登場人物。ディスノミア時代において落命を免れなかったミルリクをネメアー神と協力して蘇生させた後、ディミルヘイムへと運ぶ。しかし己が持つ性質である「光」がバラル神と重複したものであるため、神としての権能をほとんど行使できておらず、力になれない自分に代わって助力をミルリクへ託す。のちに、人間体であれば存在を確立できることに気づいたマルディアス出身住民の手によって儀式が行われ、吟遊詩人としてディミルヘイムに降り立った。
イスカンダール
『アンリミテッド:サガ』に登場したかつての英雄。別世界にいる限り永久の不死性が与えられる「アンリミテッド」の力を持ちながらも、ディミルヘイムではこの世界に愛着を持ったがために故郷の世界とみなされ、その不死性を剥奪されている。故郷の世界では混沌の力を具現化したカオスルーラーを危険視していた経歴があり、カオスルーラーの侵攻の対処にかかりきりの状態になっている。
聖王
『ロマンシング サ・ガ3』に登場した、かつての宿命の子。本来は300年前に死した身であるが、ディスノミア時代に側近ともども蘇生し、ディミルヘイムでも生きたまま活動を続けている。ディスノミア時代に魔王武具を使用した経歴があり、故郷の世界における脅威であるアビスおよび魔王の存在を主に危険視する。
亡星獣（ぼうせいじゅう）
惑星を滅ぼしかねない強大な力を持つ8体のモンスター。ディミルヘイム各地に眠っているが、真影帝国が所有する黒水晶の魔力を送られると目覚め、本能のままに破壊活動を開始する。惑星の世界観とリンクした本作の戦闘システム（後述）にちなんだ8つの属性をそれぞれが受け持ち、名をそれぞれフランマ（火）・アクア（水）・テラ（土）・マジア（魔）・ヴィタリタス（気）・イルージオ（幻）・リュクス（光）・テネブラエ（闇）という。
その正体は、ディミルヘイムがバラルの手により蘇るより遥か前、そしてこの惑星が滅亡に瀕していた時、世界の行く末を巡って為政者に反逆した8人のメンバー「八逆徒」であるアギア、ヌアー、ガジン、ヴァルム、シーク、ゲティス、アボッド、ウィチュア、ズムタール。滅亡直前の時代、惑星は繁栄をきわめていたが、その繁栄に必要なエネルギーこそが滅亡へ繋がる原因でもあった。繁栄をあきらめて衰退を受け入れれば滅亡までの猶予は十分にあったのだが、繁栄にしがみついた為政者によってこの提案が却下され、それを機に実力行使で滅亡を防ぐため、自我も投げ捨ててモンスターと化した。中には言葉を喋り意思疎通が可能な者もいるが、活動が本能のままに行われることに変わりはない。
なお、作中で亡星獣というワードが出た際は基本的にこの「八逆徒の成れの果て」だが、それとは別に、八逆徒が恐れた真の滅亡を引き起こす「本当の意味での亡星獣“ズィガエナ”」が存在する。
ズィガエナ
もともとは名前を持たず、宇宙誕生の際に生まれ、善悪や思考を持たず本能のままに動く装置のような獣であり、装置として惑星に宿っては繁栄のエネルギーを与えた後、数十万年のちにそのエネルギーを喰らって滅ぼし、次の惑星へと渡るという活動を続けてきた。いわば、生物が誕生してから死を迎えるような過程を惑星規模で行ってきた存在。
これまで宿っては滅ぼしてきた惑星に知的生命体はいなかったが、今回宿ったディミルヘイムでは人間が繁栄しており、のちに八逆徒と呼ばれる者たちにこの存在および性質を気づかれ、ズィガエナの名前を与えられた。名前を得て明確な個体と認識されたことで自我が生まれ、惑星を滅ぼす本能に疑問を持ち始めたことで自我だけが離脱した。
この離脱した自我が後のアモルの正体であり、長い年月の果てに自我が弱まるほど活動エネルギーを枯渇して飢餓感を覚えていたところ、リベルに宿っていたエネルギーに接触し、このエネルギーを半分奪う形でリベルと出会い、アモルの名前を授かる。
リベルの身体が弱っていたのは、奪われたエネルギーがかつてディスノミアで発生したキューブを無害化した生命維持装置のようなものであったことに因る。同時に、眠り続けるはずだったリベルが目覚めを起こしたのもアモルが接触したのが原因であった。しかしその生命力がいよいよ危篤状態まで低下した際にアモルはそのエネルギーをリベルへ返したことで、リベルは復活したが自身は小動物のような実体を失い、ズィガエナのもとへ戻る。
アモルが旅路の中で出会った人々を通して、愛をはじめとする感情を知った結果、破壊を本能とするズィガエナに再び宿ることで、ズィガエナそのものがアモルの意識を持った存在となり、惑星破壊のために蓄えられていたエネルギーが惑星へと戻されたことでディミルヘイムはそれまで不毛な大陸だった地域を含めて隅々まで豊かな環境となり、ズィガエナ自身も消滅した。
ジュディス
アルタメノス帝国建立以前から存在する、魔物を統べる力を持つ邪悪な女王。かつてアルタメノス帝国が戦った魔物側の神と縁があり、それら神に対して恩を売った見返りに得た「死者の魂の持つ記憶を暴く力」を駆使して人間側の軍勢に戦いを挑み、その力で人間側の作戦をことごとく見抜いて打ち倒していった。最後は「五大詩人」の手によって封印されるが、ギジェルミナの手で聖石を「人界の果て」で発掘された際に封印が解け、アルタメノスへの復讐のために活動を再開する。魔物側の神との縁で、ディスノミアにおける歴史の繰り返しを元に未来の死者の魂へ干渉した結果、のちにディミルヘイム創世がなされることを察知し、ここを自分の復讐の舞台へと決め、東西のアルタメノス帝国に連なる者をディミルへイムへ呼び寄せる。西アルタメノス帝国に対しては、自分の封印が解けた直後の段階ですでに瀕死だったラモラールに死を与えたうえその体を乗っ取って、上記の「神に祈ってディミルヘイムへの跳躍を果たす」形で一同を誘導し、「真影帝国」というネガティブな意味合いを含む名前を授ける。東アルタメノス帝国に対しても「時空を司る天空の大神」の力を借りてステラ世界から一同を運び出す。準備が整った彼女は、ラモラールの体を使って八逆徒による封印のありかを探しつつ、西アルタメノス帝国を裏切ったアクィラの記憶を模倣した生体人形を作り真影帝国へ送り込み、真影帝国の内部崩壊を狙いながら最終的にズィガエナを復活させることで両陣営の蹂躙を目論む。アクィラが魔物を操ったり死兵とさせる能力を持つのは、その正体が魔物を統べる彼女の作り物であるため。
のちにズィガエナを解封した際、制御権を得るために自我を捨てる覚悟で体内へと飛び込み、意思を持ったまま制御を開始するが、無理やりに制御していたに過ぎない彼女はアモルという本来の宿主の前ではすぐに追放され、残ったのは意識の残滓とも呼べるものだけであった。しかしその意識が霧散する直前に、自身の計画が崩れた大本の原因がリベルにあると確信し、自身が信奉し太陽神バラルと対になる存在月神ゾンマに復讐を懇願しつつ消滅した。
アンブラー
上空から多数飛来してくる、影のような姿をした魔物。いくつもの魔物の身体を素体にして、蛹のような状態にして組み合わせて誕生された存在。そのため身体構造が不安定であり、大きさにもよるが10日程度から長くても1ヶ月程度で自然に朽ち果てるものの、活動による被害は深刻なものとなる。「神の雫」と呼ばれるバリアーを張っているため、バリアーを剥がす担当と攻撃担当が協力しないと駆除は困難。これが飛来する現象を「ジュードロップ」という。
八逆徒
前述の亡星獣となっていた者の本来の姿であり、本来ならば亡星獣となる際に人間体としての命は失われていたが、のちにデス神によって蘇生された。ただしデス神の力でも神の権能のいくらかを削っての蘇生であったため、全員分をまかなうことはできず、現世に舞い戻れるのは4名に絞られた。ジュードロップについて独自の知識があり、邂逅の中でアルタメノス帝国やリベルの力を徐々に認め、共闘する。
カオスルーラー
『アンリミテッド:サガ』に登場した、混沌世界に君臨する存在。ディスノミア時代に侵攻を試みたことがあり、アルタメノスとヴァダガラの両陣営が手を組んだことで一度は撃退されたが再度侵攻の機会を窺っており、故郷にて邂逅の可能性がある人物であるイスカンダールの持つ不死性「アンリミテッド」の弱体化を図る。
魔王
『ロマンシング サ・ガ3』に登場した、かつての宿命の子。ディスノミア時代は『サガ フロンティア2』のエッグに着眼してこれを依り代とした破壊活動を目論み、アルタメノス帝国に撃退されたことで、混沌を伴って戻ってくることを誓いつつ姿を消していた。ディミルヘイムでは、同じく過去の宿命の子かつ、ディスノミア時代に魔王武具を総使用した経験を持つ聖王を狙う。
月神ゾンマ
太陽神バラルと対になる神で、夜と月を司る。もともとバラル神とゾンマ神は、この世界を構成する宇宙のはじまりとなった光神アルタニウスと闇神マインドラによって作り上げられた存在で、彼らとの共通点は2柱1対の関係性にある。ゾンマ神の狙いはこの構造そのものの打破であり、そのために不可視の月からおびただしい即席の魔物を降らせるジュードロップ現象を引き起こしていた。
ネブルザグ
『エンペラーズ サガ』および『インペリアル サガ』に登場した、ヴァダガラ神の兄弟にあたる骨神。これら両作品においては空間を操る力によって人類とは対立関係にあった。戦いに敗れたのちは休眠状態にあったが、ゾンマ神によって傀儡体として復活させられたことがこの世界に顕現するきっかけとなる。のちにゾンマ神が自身の眷属である下位神である自分たちをも滅ぼすつもりだったことを知り、ヴァダガラや妹神アン・ルーともども反旗を翻し、その戦いののちに人間体の外見となってディミルヘイムに復活した。諸国漫遊をするアモルとは奇妙な縁ができ、半ばアモルに巻き込まれる形で徐々に交流が始まる。
東洲国の諸王
舞台となる惑星がディミルヘイムと呼ばれる以前の時代において統治していた。大亡星獣ズィガエナ(前述)によるエネルギーの恩恵を、繁栄を捨てて1000年の猶予のうちに惑星存続を考えようとする案を却下し、目先100年の繁栄と支配のために使い潰そうとした為政者たちである。ズィガエナを封印して1000年の猶予を選んだ者たちを「八逆徒」と呼び誹った。滅んだのちも亡霊として惑星に潜伏し、月神ゾンマが倒されたのちに活動を開始。暴虐の支配を再び始めようとしており、神々など超常的な存在のうち滅ぼされた者を形だけ復活させる能力を持ち、わざと顕現させてからその力を吸い取ろうと暗躍する。
亡霊となっている作中の時代においては、不死性を持つ者が対象であれば干渉して操る能力があり、生きている骸骨などのアンデッドや生物としての寿命を持たない機械、果ては神々に対しても不完全な状態という制限こそあるが対象の範囲内。

## 舞台となる世界
本作の舞台「ディミルヘイム」は、かつて滅亡に瀕した惑星を再生したものであり、この名前も再生したのちに付けられた。本来この惑星はさまざまな属性の元素に満ち溢れた環境を持っており、遠距離からだと陸地の色がそれぞれ異なることが明確に視認できるぐらいに各地は独特の風景となっている。各大陸に亡星獣が1体ずつ封印されており、大陸の属性と一致する。
- オーレンシア大陸 - 東にある大陸。属性は土。バラル神から授かった大仕事を終えて眠りについたリベルが安置されていた廟がこの地にあったことから、物語の幕開けとなる舞台。特に北部は平地が多く、アウスバッハ家のミカエルが統治するロアーヌ王国や、レオン一家が統治するバレンヌ帝国、アデル・ベリアス率いるアルタメノス帝国、ギュスターヴ13世と14世が協力して統治しているフィニー王国など多くの主要国家を抱えるほか、盛況な港ヌオノなどを抱える緑豊かな大地。北西にはステップ地帯があり、元の世界と変わらない暮らしをしているタラール族やノーマッド族の集落がある。南部は広大な森林地帯となっており、針の城を抱える地域である妖魔の領域ネブリナや、聖王廟といった施設がある。
- エキドニア大陸 - 北にある大陸。属性は幻。地表からは大昔に発生した毒素が瘴気となりたちのぼっているため、リベルによる惑星再生の際には旧作の舞台ディスノミアから人々をこの大陸に移すことはせず、草木が生育しないことからもともとの住民もほぼおらず、不毛の大地が広がっている。地形も荒涼としており、断崖絶壁や洞窟が行く手を阻むため行軍は困難であり、上空が黒雲に覆われているため、夜間の行動は特に危険。
- クレマール亜大陸 - 中央にある巨大な半島。属性は火。おびただしい数の活火山が連なる灼熱の大地であり、特に東側は可燃ガスや噴煙に覆われているためまったく人々は住んでいないうえ、磁気の影響によりメカの活動にも支障を来たす環境だが、死と誕生を繰り返す不死鳥の住みかになっているなど、適応した生物の生息地にはなっている。ただ、本来このような環境ではなかったらしく、大昔の市街地の廃墟がすでに遺跡と呼べるほど朽ちた状態で見つかっている。また、リベルが惑星再生を行う際、神々をこの世界に呼び込むつもりがなかったことから計画では存在しなかったはずの冥府が、デス神の独断によってこの亜大陸の地下深くに作られている。一方西側の盆地は比較的穏やかで、ラーナ温泉郷といった休養地を抱える。
  - リージョン諸島 - クレマール亜大陸北東の海にある人工島群。リージョン世界出身者たちがその科学技術を使って人工島を作り、出身地ごとに居住地域をそれぞれ作っている。ディスノミア時代から文明が異なる人々が交流していた中で、科学技術が無秩序に外へ流出することへの危険性を認識したため、他地域に援助などの理由でその技術を使用することはあっても、緊急時以外は一部の特例を除いて直接の科学技術提供を行っていない。全体的な統治は、首都ネオクーロンにて合議制で選ばれた執政官により行われている。
  - 焔霧島 - クレマール亜大陸北東にある島。大陸同様の火山帯になっており、ヴァジュイール宮殿による影響で霧が発生していることからこう呼ばれる。
- ドルマード氷原 - 北東にある島。属性は光。周辺の海域が流氷と化している寒冷地。もとの世界では神王教団に滅ぼされていたものを復元させ再興を果たしたナジュ王国や、その神王教団の本拠地である塔がある。この塔はリベルにとって、地上にいながらにして太陽神バラルの領域へ渡ることを可能にする祭壇が設置された唯一の場所でもある。そして、大陸中央には遠距離からでも視認できる謎の光柱が絶えず沸き起こっている。
- ブハンギ砂漠 - 北西にある砂漠地帯。属性は気。元の世界でも似たような環境で暮らしていたデザートガードが暮らしているほか、東部の巨大湖周辺には騎士団領の本拠地ミルザブールがあり、周辺の統治を受け持っている。状況把握が困難となる激しい砂嵐が発生する。
- ゴスブルナ大陸 - 南西にある大陸。属性は水。多くの川が流れる水を湛えた大地。かつては武勇に優れ学者よりも物事に詳しい名君アボッド王により統治されていたが、ある日突然王はその繁栄を投げ捨て、食料の調達もままならない荒れ果てた環境に陥った過去を持つ。リベルにより惑星が再生したのちは太陽の恵みにあずかり、肥沃な大地として蘇ったため、人々がリベルへ捧げる感謝はディミルヘイムの各地域のなかでもひときわ強い。また、アボッド王の行く末を知る守り人の一族がどこかに住んでいるという。いくつかの集落があり、中でも北部のブルエーレおよび南部の新興開拓地ニューフロンティアは特に盛況。南部は元の世界でも開拓地フロンティアに住んでいた人々が移り住んでいる。
- ファニキオ群島 - 世界西側にある群島。属性は魔。東側の島々はファニキオ大密林と呼ばれるジャングルに覆われており、元の世界でも密林で暮らしていたアマゾネスなどが居住しているなど、一般的な密林地帯の環境を有するが、地域によっては「塔」や「天の柱」といった別次元の構造物がたびたび現れては消える怪現象が目撃されている。西側にある大きな島はロブスター族の居住地となっており、周辺海域はさんご礁のある風光明媚なエクアラグーンを擁する。
- ヘカトムーア大陸 - 南東にある大陸。属性は闇。オーレンシア南部の山脈から南へ渡るとたどり着ける地。しかし、その山脈はあまりに険しく、南部の沿岸から遡上しないと大陸中央部へたどり着くのは難しいほか、山脈を通る乾燥した風は気温以上に寒く体力を奪う。年中濃霧に覆われているため飛行機などで上空から接近するのも危険という、事実上人間の立ち入れない秘境。文明らしき形跡もディミルヘイムになるより以前の遺跡でしか確認されていない。
- 影の空間 - 所在地不明の、漆黒が支配する光の届かない空間。時折差してくる光を通して、大陸各地の様子を垣間見ることができる。光の属性を持つエロール神にとっては、同じ光の性質を持つバラル神の影響を逃れられる貴重な場所。
- 正体不明の月 - 上空を一定の軌道で巡回する不可視の天体。太陽と重なった際には、地上から観測できる太陽光はガラス瓶でかざした時のような歪な形に見えること以外は、高度な技術での天体観測を用いない限り目視は困難。「ジュードロップ」を発生させる根源であり、太陽光が歪となった瞬間に最寄りの地方へジュードロップをもたらす。

## キャラクターユニット
プレイヤーが操作することになるキャラクターは、本作の世界が「各属性のエネルギーに満ちている」ことにちなみ、8つの属性のいずれかを持っている。戦闘ではこの「キャラクター固有の属性同士での強弱」によって、攻撃の相性が決定され、与えるダメージに強弱の補正が加えられる。
- 8つの属性[23] - 「火・土・水・魔・気・幻・光・闇」。また、リベルおよびアモル[24]など一部のキャラのうち特定のユニットは「星」という特例的な属性が与えられている[備考 4]。
  - 相性は以下の通り。「>」マークが多重に付いている組み合わせは、有利な相手に対してダメージ増幅が大きい。不利な相手に対してのダメージ減衰はどの組み合わせでも原則変わりないが、星属性に対する減衰だけは影響が小さい。
    - 「闇」>「火>>土>>水>>火」>>「光」>「魔>>気>>幻>>魔」>>「闇」
    - 「星」>「上記全ての属性」

  - 有利な相手に攻撃した場合は「Weak」、不利な相手に攻撃した場合は「Resist」の表示がそれぞれ出る[25]。
  - キャラクター自身が持つ属性と異なる属性で攻撃できるケースも存在する[26]。
- レアリティ[27] - キャラクターのユニットごとに★の数で設定され、入手時点では★3・★4・★5のいずれか。どれも最終的には★8まで上昇可能。同じキャラクターでも、衣装違いの別バージョンで初期レアリティが異なっている場合もある。
  - 限界突破 - 本作ではキャラクターの基本的な強化がレベル制になっており、戦闘に勝利した時はごく少量、そして報酬で獲得できる「EXP素材」によって多量の経験値を獲得し、レベルによって能力値が上がっていく[28]。EXP素材は誰にでも使用できるが、キャラと素材の属性が一致すると効力が1.5倍になる。
    - 成長素材には「EXP素材」だけでなく、「エキス」「宝珠」「カンデラール」の合計4種が原則存在し、成長させたい要素によって必要な素材も異なる（後述）。
    - 現在のレアリティに応じてレベルには上限が設けられており、この上限を拡充させる「限界突破」をすることでレアリティ上昇し、それに連動してレベル上限が高まる。必要な素材は「エキス」「宝珠」。キャラと素材の属性が一致しないと使用できない。
      - ★3=Lv30、★4=Lv40、★5=Lv50、★6=Lv60、★7=Lv80、★8=Lv100がレアリティとレベル上限の相関関係となる。
      - 初期レアリティから「★を3つ分追加する」までは通常の素材だけで限界突破できる（つまり初期が★5ならば最終的な★8まで可能）だが、初期レアリティが低い場合は「獅子褒章」という特別な限界突破アイテムを別途必要とする[28]。獅子褒章を用いた場合の限界突破をした場合、同じレベルであってもステータスがその場で大きく上昇する。
        - ★6から★7に高めるためには「赤銅の獅子褒章」100枚または「白銀の獅子褒章」1枚が必要。
        - ★7から★8に高めるためには「白銀の獅子褒章」10枚または「黄金の獅子褒章」1枚が必要。
        - 最初から所持しているリベルについては、これらの素材ではなく「太陽のエンヴリマ」という専用の素材で限界突破を行う。

  - ex限界突破[29] - Lv100を超えて成長できる要素。
    - ★8.2=Lv102、★8.4=Lv104、★8.6=Lv106、★8.8=Lv108、★9=Lv110へと成長可能。特別なアイテム「アルカナ」を必要とし、アルカナはユニットごとに別々に用意されている。
      - 初期レアリティが★5ではないユニットについては、★0.2(Lv2)上昇あたり「白銀の獅子褒章」20枚または「黄金の獅子褒章」2枚が必要[備考 5]。
      - ★9に到達できた場合、キャラクターユニットごとに個別の「特性スキル（後述）」を備えるようになる。

    - ★10=Lv120へと成長可能。特別なアイテム「光輝の桂冠」を10個必要とするほか、初期レアリティ問わず「黄金の獅子褒章」10枚が必要（「白銀の獅子褒章」は適用できない）[30]。
- 武器タイプ - キャラクターが取り扱える武器。扱える装備品（後述）に影響する。
- ステータス[27] - キャラクターの基本的な戦闘能力。レベルアップで成長するのはこの数値。補正抜きの場合、レアリティが★8まで上がればどのキャラクターも基本ステータスでは大差ない総合力となる。
  - HP - 耐久力を示し、敵からの攻撃ダメージで残量が減り、HP回復で増える。0になると戦闘不能になり、その戦闘が終わるまで戦列に復帰できない。
  - 攻撃力 - 高いほど敵へのダメージが大きくなる。
  - 防御力 - 高いほど敵から受けるダメージが減る。
  - すばやさ - 高いほど行動順が先になる。本作では、行動順にランダム要素が一切存在しない。なお、行動順は「タイムライン」という形で常時表示されており、ターン開始前から誰がどのタイミングで行動できるかを確認できる[25]。

出撃を重ねることで得られる名声に応じて、「絆pt」が最大40まで蓄積され、これを直接ステータスに上乗せ可能。ステータス1種あたりの振り分けは最大10（HPは1ポイントで10相当）。同一キャラクター同士であれば、名声および上乗せしたステータス値は共通となる。
- のびしろ - キャラクターの補助的な戦闘能力。戦闘に勝利するとランダムで成長し[31]、最大50ポイントまで上昇する。ただし、高水準へ成長させるにはそれに見合ったレベルの高いエネミーに勝たなければならない。名称は『サガ フロンティア』に使用されている能力値名から[27][32]。
  - 筋力 - 「技」のカテゴリに設定された攻撃でダメージが増加しつつ、敵から「技」の攻撃を受けた場合に状態異常を受けにくくする。
  - 運動性 - 「技」のカテゴリに設定された攻撃で状態異常を与えやすくなり、敵から「技」の攻撃を受けた場合にクリティカル（ランダム発生の威力割増）が発生しにくくなる。
  - 知力 - 「術」のカテゴリに設定された攻撃でダメージが増加しつつ、敵から「術」の攻撃を受けた場合にクリティカルが発生しにくくなる。
  - 集中力 - 「技」のカテゴリに設定された攻撃でクリティカルを与えやすくなり、敵から「術」の攻撃を受けた場合にダメージを抑える。
  - 霊感 - 「術」のカテゴリに設定された攻撃でクリティカルを与えやすくなり、敵から「術」の攻撃を受けた場合に状態異常を受けにくくする。
  - 丈夫さ - HP回復を使った時に対象への回復量が増え、敵から「技」のカテゴリに設定された攻撃を受けた場合にダメージを抑える。
  - 魅力 - HP回復の対象になった時に回復量が増え、「術」のカテゴリに設定された攻撃で状態異常を与えやすくなる。
- タグ[27] - キャラクターが持つ性質。原作の作品名や、性別・属性など。
  - 限定キャラクター - 定期的に開催されるキャンペーンごとに入手機会が限定されているものの区分。限定されていない「ベーシック」、限定されている「限定衣装」「アートキャラ」、有償課金限定の「ボスキャラ」「アイコニック」などがある。ただし新登場から一定期間経過すると別の手段で入手機会が発生するケースが多い。
  - ロール - キャラクターが受け持つに向いている役割。攻撃向きの「アタッカー」、防衛や自己回復向きの「ディフェンダー」、味方強化や回復向きの「サポーター」、敵弱体化向きの「ジャマー」、さまざまな状況に対応する「オールラウンダー」の5種。
  - コマンダースキル - 上記の「タグ」に対応したキャラを強化することのできる能力。詳細は後述。
- 覚醒 - 同一ユニットを重複入手した場合、重複回数に応じて①-④の数字マークがアイコン右上に表示され、覚醒ポイントを入手する（後述）。
  - そのため、本作では同一ユニットを複数所持することはできない。
  - なお、累計5回入手（重複4回=覚醒④）している状態でさらに重複入手した場合、前述の「獅子褒章」が代わりに手に入る。獅子褒章の色は初期レアリティに対応しており、★3なら「赤銅の獅子褒章」、★4なら「白銀の獅子褒章」、★5なら「黄金の獅子褒章」となる。なお、これらの獅子褒章はイベント（後述）の報酬にも用意されている。
  - アイテム「天命の証」を用いることで、重複入手をしなくても覚醒が可能。
- スキル - キャラクターが起こせる行動各種（後述）。

### 伝説キャラ
「伝説編纂」のメニュー画面にて、同一キャラクターのスキルを自由に組み合わせるカスタマイズが可能となる、特別なユニット。レアリティは初期状態では★5扱いで、カスタマイズ元はプレイヤー毎に所持しているものに限られる。通常のキャラクターユニットとの違いは以下の通り。
- 所持している同一キャラおよび伝説キャラ自体から選択
  - 属性・基本行動2種・武器タイプ（2種まで）・イラスト（一枚絵）・ちびキャラ（戦闘中に使用される3頭身の絵）・各種タグ・セリフおよびプロフィール
    - 武器タイプについては、初期設定で「兵装」が含まれる場合、「兵装」だけは変更できない[36]。
- 所持している同一キャラから選択（伝説キャラ自体は何も会得していないもの）
  - 奥義・補助スキル・連携スキル・コマンダースキル・特性スキル（キャラユニット固有のものを2種まで）
- 名声は同一キャラと共有するが、絆ptは使用できない（ステータスの上乗せも反映されない）。代わりに最大60まで蓄積される「伝説pt」をステータスに上乗せ可能。ステータス1種あたりの振り分けは最大30（HPは1ポイントで10相当）。

## 装備品
キャラクターのステータスなどを補強する武具のこと。
- 攻撃力を補強する武器、防御力を補強する防具、耐性補強やその他のボーナスなどを含め多岐にわたるアクセサリの3種を1人のキャラが同時に装備可能[37][38]。
  - 武器については、武器タイプと同一カテゴリのものしか装備できない。
  - 防具に制限はない。
  - アクセサリについては、武器タイプに「兵装」が含まれていれば「拡張パーツ」を、含まれていなければ「装飾品」を装備可能。
    - 拡張パーツの場合、初期状態では★3以外を装備できない。特性スキル（後述）で対応レアリティの上限を高めることにより、★4・★5の装備も可能となる。
- 装備品のレアリティは★3・★4・★5の3種だが、レアリティの上昇は不可能。
- 「ハンマー」という素材を用いてレベルを上げ、攻撃力や防御力を高める事が可能。
- 覚醒 - 同一装備品を重複入手した場合、重複回数に応じて①-④の数字マークがアイコン右上に表示され、レベルの上限が上がり、装備品ごとに設定された「特性スキル」の性能が上がる（後述）[28]。
  - そのため、本作では同一装備品を複数所持することはできない。
  - なお、累計5回入手（重複4回=覚醒④）している状態でさらに重複入手した場合、「メダリオン」が代わりに手に入る。獅子褒章の色は初期レアリティに対応しており、★3なら「赤銅のメダリオン」、★4なら「白銀のメダリオン」、★5なら「黄金のメダリオン」となる。
    - メダリオンを装備品に投入して消費することで、重複入手と同じ効力を発揮できる（覚醒段階が1進む）。
      - ★3に対しては「赤銅のメダリオン」1枚が必要。
      - ★4に対しては「赤銅のメダリオン」100枚または「白銀のメダリオン」1枚が必要。
      - ★5に対しては「白銀のメダリオン」10枚または「黄金のメダリオン」1枚が必要。
- なお、アクセサリについては、覚醒・レベル上げとも不可能。また、重複入手した場合は、メダリオンではなく、ゲーム内通貨「ケロ」が手に入る。
- 工房 - 装備品に特性スキルを後付けできる。このスキルは特に「工房スキル」と呼称され、付け外しが可能[39]。
  - 「ハンマー」とケロを消費することで、多くの工房スキルから10種が抽選で提示され、装備品へ装着する。装着できるスロット数は装備品により異なり、過去に装着していた場合は空きを作らないと新たな工房スキルは装着できない。装着しなかった、あるいは過去に装着していたが外した工房スキルは、最終的に破棄される。
  - 素材はほかにも必要で、特定の属性キャラ限定の効果であれば「エキス」「宝珠」「カンデラール」、属性に限定されない効果であれば専用素材「ステラマター」を、それぞれ消費する。
  - 複数のスロットを持つ装備品であれば、一度の素材消費で提示された工房スキルを空きの分だけ一度に装着できる。

## 編成
本作では一度に5人までのパーティを組むことになり、5マス×5マスの枠内に特定の配置がなされた「陣形」を選択し、その陣形内にキャラを割り当て、装備品もセットもここで行う。
- 陣形には①-⑤のポジションが表示されており、①のポジションに配置したキャラが持っている「コマンダースキル（後述）」によって部隊の対応メンバーを補強できる。
  - 前作に登場していた「控え」のシステムはなく、また戦闘中に陣形変更や配置換えは一切不可能。
- 1つのパーティを「部隊」と呼び、部隊を複数同時保存できる。別々の部隊であれば同一ユニット・同一装備品の配置も可能。

### SUPPORT
本作では、別のユーザーがレンタル用に提供する「SUPPORT」のシステムが実装されている。これにより、部隊は「自分で所持しているキャラ4名」と「別のユーザーから借りたSUPPORT1名」で構成される。
- SUPPORTは「通常（ストーリー関連・日替わり）」「チャレンジ（常設のボスバトル）」「イベント（期間限定コンテンツ）」にそれぞれ、8つの属性ごとにキャラと装備品の組み合わせをセットでき、保存されたものは別のユーザーが直接借りることができる[38]。コンテンツに関しては後述。
  - 同一コンテンツのSUPPORT提供において、同一の装備品を別のキャラに一度に使いまわすことはできない。
  - 自分の部隊とSUPPORT提供欄に同一のキャラ・装備品を同時にセットすることは可能。
  - 自分で所持している装備品と、借りたSUPPORTの装備品は、同一のものを1つの部隊に組み入れることが可能
  - 「星」属性はSUPPORTに編成することはできない。
- SUPPORTで別のユーザーが借り、別のユーザーが戦闘などで使い込んでもそのキャラが成長することはない。
- コンテンツなどによっては、SUPPORT不可能の場合もある。そのため、一度に編成できる部隊は「SUPPORTを使用する30部隊」と「SUPPORTを使えない（自分で所持しているキャラ5体で組む）30部隊」の合計60部隊を一度に保存できる[38][41]。

### フレンド
別のユーザーをフォローする機能。相互フォローとなったユーザー同士が「フレンド」と呼称され、SUPPORTを借りる・借りられることで、互いに「フレンドポイント」を入手（後述）。ただし同一のユーザーからフレンドポイントを入手できるのは1日1回。
- 申請方法は、「クエスト終了時に借りたSUPPORTキャラの欄から行う」「クエスト開始前のSUPPORT選択画面でユーザー情報を見て行う」「ユーザーIDで検索する」「ほかのユーザーから申請されたものに対して了承する（この場合はその時点で相互フォローが成立する）」の4種。
- フレンドに登録することができる人数の上限は130人である。（2021年7月1日現在）

## クエスト
戦闘が発生し、実際に部隊をエネミーと戦わせる。
- クエストは色ごとに内容が異なり、青色は物語を読む「シーンクエスト」、赤色は部隊を出撃させて戦闘をする「バトルクエスト」、橙色はその中でもSUPPORTが使えないバトルクエストを示す[40]。
- クエストをプレイするには、時間経過やアイテムで回復する「スタミナ」を消費する[43]。ただしチュートリアルおよびシーンクエストはスタミナ不要。
  - クエストへの出撃を繰り返すことで「プレイヤーレベル」が上がっていき、それにつれてスタミナの上限も上がっていく[43]。
  - 時間経過で回復するのは上限の数値までだが、アイテムで回復させた場合は上限を超過して回復する。なお、アイテムの代わりに課金ポイントの「クラウン（後述）」で代用も可能。
- バトルクエストの場合、出撃前にエネミーの配置・属性・攻撃手段・ステータスなど各種情報を全て事前に確認可能。また、それに伴い編成画面が表示され、クエストへ出撃する直前の最終確認ができる[40]。
  - 難易度の指標として「推奨Lv」が表記されており、本作ではエネミーもLvが個体毎に設定され、プレイヤーのキャラクター同様にLvが異なれば同じモンスターでも異なる能力値になる。また、戦術を用いないと勝てない難易度として、プレイヤーのキャラクターのLv上限100を上回る推奨Lvが表示されるクエストもしばしば存在する。
  - 複数の戦闘が連続で発生する「WAVE」システムになっている。1WAVEが敵（エネミー）パーティ1種になっており、原則3WAVEを全て勝ち抜けばそのクエストを勝利したことになる。
  - 出撃前にHPは全回復しているが、WAVEの経過ではHPの残量をそのまま引き継いで次の敵パーティと戦う。
- 初回クリア時には専用の報酬が手に入る。また、指定された条件を満たして勝利すると1クエストにつき1度だけアイテムが手に入る「チャレンジリスト」という要素があり、条件毎に報酬が用意されているほか、すべての条件をクリアするともらえるコンプリート報酬がある（一度にすべての条件を満たさなくてもよい）[40]。

### スキル
- 戦闘における行動は各種「スキル」と呼ばれる。自発的に行動するタイプのものは、ターゲットを誰にするかを可能な範囲で選択可能。
  - 基本行動[25] - キャラクターが特別なコスト消費などをせずに使用可能な行動。2種類が存在し、戦闘で使い込んでいくと性能が上がっていく。性能の上昇は「閃き」と「RankUP」の2種類で、前者は上位の名称に進化する[31] ほか比較的短時間に一定水準まで強化可能。後者は一定ペースで少しずつ強化されていくもの。ただし同じ威力でスタートした攻撃は、閃きの有無に関わらず、最終的な威力は同一。状態異常を与える攻撃や、補助・回復にかかわるものは、基本的に閃きがない。
    - 武器タイプが「兵装」の場合、装備した武器に応じて基本行動のうち片方が武器に対応したまったく別のものに入れ替わる。Rankは装備前と同様。
    - エネミーの場合は1-4種の基本行動を持っており、Lvが高いほど性能が上がる。
    - 敵味方共通して、攻撃範囲が狭いものは威力が高く設定されている。また、武器タイプと効果範囲の組み合わせで行動順が若干前後することもあり、特に直接ダメージを与えないものは行動順が早い。

  - 奥義[25] - 各キャラクターには「奥義ゲージ」と呼ばれるゲージが表示され、行動を起こすと15ポイント・敵の攻撃を受けると10ポイント上昇し、満タンの100まで貯まると選択可能。基本行動よりもかなり強く設定されている、いわば切り札。使用すると奥義ゲージは0に戻る。行動前にゲージを減らされる特殊効果を受けた場合でも発動に支障は無い。アイテム「神髄の書」を消費することで「RankUP」をして性能が上がっていく[44]。
    - エネミーの場合はチャージスキルとなっており、毎ターン終了時に1ポイントずつ蓄積され、満タンになると使用するのは奥義と共通している[25] が、満タンまでの量はエネミーにより異なるほか、行動前に貯まったチャージを減らすとそのターンには発動できない違いがある。また、Lvによって性能が上がっていく。

  - 補助スキル[25] - ターンを消費せずその場で発動できるスキル。ただし一度使用すると、再使用には数ターンの経過が必要。キャラクターユニットごとに2種類の補助スキルを持つが、1つ目は現在レアリティが★4以上、2つ目は★6以上にならないと使用できない。
    - 素材を用いれば性能上昇や再使用までのターン短縮が可能。必要な素材は「宝珠」「カンデラール」で[28]、キャラと素材の属性が一致しないと使用できない[備考 6]。
    - このうち「カンデラール」は、ほかの素材とは異なり最上位のバージョンが限定品となっている。また、補助スキルを最大まで成長させたい場合、「栄光のコローナ」という特別な限定アイテムを必要とする。いずれも、イベント報酬などに用意されている。

  - 連携スキル - キャラクター同士の行動が時々連続で発動する「連携（後述）」が発生し、その時に自動発動するもの。ロールに合致した効果が現れる傾向が高い。
  - 特性スキル - 自発的に行動するのではなく、セットすることで効力が自動的に発生するタイプのスキル。ゲーム内通貨「ケロ」を支払って、覚醒ポイントと交換する形で好きな特性スキルを獲得する「特性スキル獲得」という手段[28] と、装備品を身に付けることで装備品に付加されている特性スキルを得る[37] 2通りの方法が基本。ex限界突破で★9に到達した場合には独自の特性スキルが追加されるほか、最初からそれとは別に独自の特性スキルを持っているキャラも一部に存在する。
    - 特性スキル獲得において必要となる覚醒ポイント入手方法は、キャラの重複入手・★6/7/8/10[30]への限界突破・「めざめのもと」を投与することで獲得できるex覚醒ポイントの3通り。限界突破以外の方法では、初期レアリティが高いほど多くのポイントを獲得・投与できる。
    - 工房スキル - 特性スキルのうち、「工房（前述）」にて装備品へ後付けできるタイプのスキルを特にこう呼称する。

  - コマンダースキル - これも同様に、セットされれば効力が自動的に発生する[38]。陣形の①の位置に配置することで、そのキャラが持つコマンダースキルが、部隊のうち該当者全員に与えられる。ロールに合致した効果が現れる傾向が高い。

### 連携
味方同士・敵同士の行動が時々連続し、攻撃の場合は通常より高いダメージを与えられる現象。
- 連携が行われなかった場合に比べ、連携が繋がったメンバーは若干ダメージを多く与えられる（1人目の行動を除く）。
- 基本行動・奥義（エネミーの場合はチャージスキル）の範疇なら、どのような行動であっても連携が繋がる。
- 次のメンバーの行動順がエネミーの行動順に阻まれている場合でも、連携が繋がると行動順を割り込んで、その場で行動可能。例えば「味方1・味方2・敵1・味方3・敵2」の順番で行動している場合、味方2の行動終了後に連携が繋がると、本来敵1の後に行動するはずの味方3がその場で行動できるため、「味方1・味方2・味方3（連携）・敵1・敵2」の順番に入れ替わる。
  - 「連携スキル」が発生するのはこの時であり、連携が繋がった次のメンバーがその恩恵を受ける。エネミーには連携スキルが設定されていない。
- プレイヤーサイドは、画面右上に表示されている「連携率」が現在の連携発生率となる。
  - 連携率を高めるには、敵を倒す・一度に多くの敵を攻撃する・相性で有利な敵に攻撃するのいずれかが必要。また、連携が成立すると、そのたびに連携率の数値は5ポイントずつ下がっていく[25]。

### AUTO
クエストで自動的に敵を攻撃する機能。ONにしている間、部隊のキャラ全員が自動で判断する。
- ターゲットの指定・基本行動の選択は、基本的に多くのダメージを与えられる組み合わせを探して判断される。
- AUTOで使用する行動をどこまで解禁するかをプレイヤーは大まかに選択可能。
  - 「オプション」画面では、部隊全員に対しての傾向を決められる。クエスト出撃時以外でも設定可能[45]。
    - 奥義の使用 - 不可・可能な限り即時・最終WAVEのみ可、のいずれか
    - 補助スキルの使用 - 不可・可能な限り即時・最終WAVEのみ可、のいずれか
    - 基本行動2優先 - OFF・常時・各WAVEの最初のターンのみ、のいずれか

  - キャラクターのユニット毎に「AUTO不可」のスキルを、基本行動2種類のどちらか・奥義・補助スキル2種それぞれに設定可能。これを設定したスキルは、手動では使用できるが、AUTOでは使用されない[27]。
    - 部隊単位ではなくユニット個別に設定するため、別の部隊に組み入れても設定は維持される。
    - 借りたSUPPORTに対しては出撃直前や出撃中のみ設定でき、借り直すと設定はリセットされる。
    - 部隊全体に対して「基本行動2優先」、キャラ個人に対して「基本行動2をAUTO不可」に指定している場合、そのキャラクターはAUTOだと基本行動1を選択する[備考 7]。

#### 再戦AUTO
出撃したクエストが終わった際、自動的に同じクエストへ再び出撃する機能。上記の「AUTO（戦闘中の行動を自動決定する機能）」とは別個に設定できる。
- 出撃時に前もってONにしておくか、クエスト勝利時にON/OFFの切り替えが可能。
  - クエスト勝利時の画面では、ONになっていると3秒後に再度の出撃が自動決定される。
  - スタミナが不足するか、クエストで敗北すると、ONにしていても中断される[46]。

### 状態
有利な「能力値アップ」「状態特性」と、不利な「能力値ダウン」「状態異常」に分かれている。
- 効力には持続ターンが明記されており、これを過ぎると自動解除される。明記のないものはその場で発揮されるもの、或いは自発的に解除しない限り自動解除されないもののどちらか。
  - 戦闘終了すればすべての状態は解除される。
  - 次のWAVEに進んだ際は、有利なものであれば効力が残っている限りそのままだが、不利なものは強制的に効力がなくなる[備考 8]。
- 同一のカテゴリの効果を複数回与えた場合、すべて多重に効果が現れる。
  - 例えば「攻撃倍率10%アップ」「攻撃倍率20%アップ」「攻撃倍率5%ダウン」の効果が同時に与えられている場合、その間は10%アップ+20%アップ+5%ダウン=25%アップで計算される。
  - 戦闘中は敵味方とも、キャラクターグラフィックを数秒押しっぱなしにすることで詳細を確認でき、ステータスや特性スキルに加えて「現在かかっている状態」を閲覧可能。特に、攻撃倍率（相手に与えるダメージが通常の何倍になるか）と防御倍率（敵から受けるダメージが通常の何倍になるか）については、アップ・ダウンを含めたトータルの値が表示されている。
- 本作の能力値変化は、攻撃・防御の倍率やすばやさだけでなく、ランダムで発生するクリティカルの発生率、クリティカルが発生した場合のダメージ補正、個人単位での連携率補正、相性の有利不利が発生した時のダメージ補正、状態の効きやすさの補正など多岐にわたっており、各種スキルにこれらを上下させるものが存在する。
- エネミーに対して仕掛けた場合の成功率は5種類の記号で表記されており[25]、最も効きやすいものを「◎」とし、「◯」「△」「✗」の順に成功率が下がり、「‐」になるとほとんど（もしくは全く）効かなくなる。
- 戦闘フィールドが特定の属性に偏る「地相」という概念があり[47]、地相が発生した場合は敵味方全員が影響を受ける。地相と同じ属性の者に対しては攻撃力と防御力の強化が、地相の属性に対して不利な者に対しては逆に弱体化が発生する。キャラクターやエネミー個人に対するものではないため、状態変化の解除などは効果がない。効力はそのWAVEの間は永続だが、解除したり別の地相を発生させるとそれまでの地相は失われる。地相を発生させるには、特定キャラのスキルが必要な場合や、特定クエストの指定WAVEに自動発生するものがある。戦闘画面左上には属性相性表が常時表示されているが、地相が発生している間はその属性アイコンが発光する形で表記される。なお、1つのWAVEで発生させた地相は別のWAVEへは影響を及ぼさない。

### 全軍突撃・コンティニュー
- プレイヤーには「士気」というリソースが与えられており、敵全員に攻撃しつつ不利な状態異常を消去する「全軍突撃」を士気1ポイント消費で使用可能。24時間経過で1ポイント回復、蓄積は3ポイントまで[25]。
- 全滅した場合は、奥義・補助スキルを即使用可能な状態で部隊を全回復させる「コンティニュー」を使用可能。士気を消費する場合は3ポイントすべてを必要とするが、士気のかわりに課金ポイント「クラウン」（後述）を50支払うことでも代用できる[25]。
  - ただし、スタミナ消費が1ポイントのクエストは、全軍突撃・コンティニューのどちらも使えない。

### アイテムドロップ
クエストには報酬が設定されていることがあり、出撃前にどのようなアイテムが手に入るかを確認可能。ただし敵ごとに、リストの中からどのアイテムをドロップするかはランダム。
- 一部のドロップ品はボスエネミーしかドロップしない。
- 同じドロップアイテムでも、エネミーによってはその数が異なる場合がある。
- エネミーが同一でも、クエストが異なればドロップアイテムは異なる。

### コンテンツ
クエストが存在するコンテンツは下記の種類があり、それぞれ少しずつルールが異なっている。
- ストーリー - 本作の中心となる物語。ディミルヘイムに起こった異変を巡るリベルの旅路を描く。消費スタミナは推奨Lvに応じて少しずつ上がっていく。エネミーのドロップは低級の素材が中心だが、ボスエネミーが稀にアクセサリをドロップすることもある。シーンクエストとバトルクエスト数個で構成された「話」でひとまとめになっており、10話程度をまとめたものが「章」となっている。1つの章を全てクリアすると、エネミーのLvが高いかわりにドロップアイテムのランクが高くなる「Hard」バージョンのクエストが解禁される。
- クロニクル - 前作の物語をリベルの観測視点で描き、本作の始まりまでを書く前日談。ほかには、前作の物語の一部が実装されている。ルールは「ストーリー」と同じ。「ストーリー」と「クロニクル」をそれぞれ一定の章までクリアをすると★7までの「太陽のエンヴリマ」を獲得できる。
- 日替わり - ストーリーはなく、キャラの強化素材を入手できる。入手したい属性の素材と同じ属性のエネミーが配置されており、消費スタミナが多い。基本的にどの属性を手に入れることもできるが、日曜はそれに加えてすべてのキャラに1.5倍の効力を持つEXP素材を獲得できるクエストが追加される。日替わりというカテゴリ名は配信当初の名残であり、当初は属性ごとに曜日が限定されていたが、のちに日曜以外の全クエストが常設となった[49]。
  - 連携演舞[50] - 連携の成功率が100%になるクエスト。連携が発動した際に表示される「行動名同士が繋がった名前」を見て楽しむためのクエストで、基本行動の閃きが発生しない。SUPPORTは使用できず自分の手持ちキャラクター5名を一度に出撃させる。
  - 道場 - 基本行動の性能強化の効率が良いクエスト。1日（0:00-23:59）あたりの挑戦回数が限定されており、SUPPORTは使用できず自分の手持ちキャラクター5名を一度に出撃させる。消費スタミナ1で利用可能。いずれもエネミーが「星」属性で統一されている。
    - のびしろ道場 - 戦闘終了後におけるのびしろの成長が高確率で行われる。エネミーの強さはもっとも弱く設定されている。
    - 名声道場 - 戦闘終了すると名声を大量に獲得できる。エネミーの強さは通常のクエストボスに準じている。
    - 星のメガリス採掘' - 出現したエネミーを倒せば、工房（前述）で使用する素材アイテム「ステラマター」を獲得できる。
- イベント - 数種類の特殊ルールが存在するもので、期間限定で開示される。SUPPORTのうち「イベント」に設定したキャラはこのコンテンツで貸し出しが行われる。
  - シナリオイベント - 定期開催。上記「ストーリー」を補完する物語を中心に描くもので、シーンクエストとバトルクエストが併設されている。旧作と異なり、イベントにおけるシナリオの内容がメインストーリーへ繋がっていることもあり、シナリオライターとそれ以外のスタッフで話を組み立てている[51]。また、第2幕終了後のアモルを主役にしたエピソードはアモル漫遊編イベント、旧作のイベントクエストによるストーリーを本作の仕様で開催したものはクロニクルイベント、佐賀県とのコラボ企画である『ロマンシング佐賀』にまつわるものは佐賀県コラボイベントと題される。消費スタミナは難易度によって少しずつ上がっていく。イベント毎に「ボーナスキャラ」が設定されており、これは相性が強制的に有利な状態でダメージの増減判定を行う（相性ダメージ倍率も高い）。エネミーのアイテムドロップはイベントごとに専用の「イベントポイント」と「交換ポイント」で、これを貯めて報酬のアイテムを手に入れる。
    - イベントポイント - 累積制。どこまで貯めたかに応じて、ボーダーごとに設定された報酬を獲得。新キャラクターや新装備のうち一部や「獅子褒章」、ガチャ（後述）に利用できるチケットなどを獲得できる。
    - 交換ポイント - 交換制。貯めたポイントを支払うことによって報酬を購入する。「ハンマー」および最上位の「カンデラール」「栄光のコローナ」を含む素材各種が中心で、購入できる量はほとんどのアイテムにおいて有限。イベントごとに設定された「ボーナス装備品」を組み入れてクエストをクリアすると、交換ポイントの獲得が割増になる。
      - 最上位の難易度では、金色の交換ポイントを獲得することになり、交換できる報酬が別枠で用意されている。その代わり、SUPPORTが利用できない。
      - 開催と同時期に「伝説キャラ」が新しく実装され、ボスキャラクターから稀に虹色の交換ポイントを入手でき、伝説キャラに対応した成長アイテムと交換できる。

    - 基本的に2週間開催で、後半の日程では消費スタミナとアイテムドロップ量が倍になっている「裏」バージョンのクエストが解禁される。同じ難易度であればエネミーの強さや数は一緒である。
    - 物語部分は期間終了後も閲覧できるが、イベント期間中に閲覧しておくか、あるいはアイテム「記憶の鍵」を用いる必要がある。
    - 過去のイベントが再開催される場合、原則的にはタイトルに【新編】の表記が入る[52]。ストーリー部分は同じだがクエストの内容が一新され、ドロップアイテム各種も集め直しになり、報酬も新規で用意される。「裏」バージョンは存在しないほか、シーンクエストを閲覧しても回想モードには追加されない。

  - シリーズイベント - 不定期開催。指定された作品由来のキャラクターを編成することを前提としたもの。消費スタミナは難易度によって少しずつ上がっていく。指定作品のキャラはすべて「ボーナスキャラ」が設定されている。エネミーのアイテムドロップはイベントごとに専用の「イベントポイント」と「イベントコイン」で、これを貯めて報酬のアイテムを手に入れる。ドロップは必ず行われるとは限らず、指定作品のキャラをどれだけ編成しているか・初期レアリティがどれだけ高いかによって変化する（1人も編成していない場合はまったくドロップしない）。
    - イベントポイント - 累積制。どこまで貯めたかに応じて、ボーダーごとに設定された報酬を獲得。新装備のうち一部や「獅子褒章」、ガチャ（後述）に利用できるチケットなどを獲得できる。装備品はシナリオイベントよりも多くの種類が手に入る（ただし重複入手分は用意されておらず、覚醒は手持ちのメダリオンの消費を要する）。
    - イベントコイン - 対応する「イベントガチャ」でアイテムに交換する。最上位の「ハンマー」「カンデラール」などの素材や、「めざめのもと」などが抽選で手に入る。

  - 人気楽曲イベント - 不定期開催。事前アンケートなどで上位に入ったシリーズ作品全般のBGMがランダム再生される。エネミーのアイテムドロップは専用の「イベントポイント」。WAVE数が例外的に5と多く、配置されているエネミーは数が多い上にHPも全体的に高い。
    - イベントポイント - 累積制。どこまで貯めたかに応じて、ボーダーごとに設定された報酬を獲得。「獅子褒章」や、アクセサリーや消費アイテムが手に入る「交換券」などがある。

  - 探索イベント - 低確率で無償クラウンを獲得するチャンスがある[53]。
    - 戦闘行為が発生する「拠点」がいくつか存在し、1つの拠点が1つのクエストになっている。チャレンジリストは存在せず、SUPPORTの利用も出来ない。報酬が貴重でありスタミナ消費もその分多い。
      - 拠点毎に、特定のロールや武器タイプのキャラのステータスを補強する「拠点ボーナス」が存在する。
      - 拠点毎に、エネミーを倒した場合の戦利品が通常枠とレア枠という括りで別々に用意され、レア枠はボスエネミーを倒した際に低確率で入手する。レア枠の戦利品には、★5の装備品および、このイベント専用の交換アイテムである「青銅古銭」がある。青銅古銭に対応した交換品にクラウンが含まれている。

    - キューブルート - 前作の同ストーリーを本作のフォーマットで実装したイベント。基本的なルール自体は他の探索イベントと同じ[備考 9]だが、開催期間が限定されておらず[54]、報酬は初回クリア時のクラウンのみ。ストーリーに多くの分岐があるルートであり、本作では物語の分岐点をマップ上で視覚的に表している[備考 10]。報酬が少ない代わりにスタミナ消費が1になっている。

  - 強敵 - クエストは4つのみだが、推奨Lvがかなり高いうえ、通常の数倍ものHPを持つスペックの高いボスエネミーが配置されている。スタミナ消費は1で、アイテムドロップやチャレンジリストは存在しないかわり、最も低い難易度は初回クリア報酬が★5の装備品となっている。イベント毎に「ボーナスキャラ」が設定されており、基本行動のRank・のびしろが最大の扱いとなる。達成すると獲得できる「強敵ポイント」を支払って装備品を入手可能であるほか、参加させたキャラユニットにはボス別・難易度別に「強敵リワード」というパラメータボーナスが加算される（同キャラの別ユニットに共有されるわけではない）[55]。
    - 参考情報として、どのキャラクターが使われているかを閲覧できる。王冠マークのアイコンをタッチすることで、上位10キャラクターが表示される[40]。
    - 3つ目以降の難易度になるとSUPPORTの利用が不可能になる。

  - 神々の試練 - 多数配置された敵の集団を相手に戦いぬく長期戦のクエストを勝ち抜くもの。スタミナ消費は1で、アイテムドロップやチャレンジリストは存在せず、SUPPORTの利用も出来ない。高難易度を勝ち抜けば★5の装備品を初回クリア報酬として獲得できる。エネミーの属性は試練ごとに指定されているが、WAVE数が例外的に5と多く、配置されているエネミーは数が多い上にHPも全体的に高い。
    - すべての難易度を勝ち抜くと、エネミーのLvが上がった「re」バージョンのクエストが解禁され、初回クリア報酬も別途用意されている。
    - 参考情報として、クエスト毎にどのキャラクターが使われているかを閲覧できる。王冠マークのアイコンをタッチすることで、上位10キャラクターが表示される[40]。

  - 作品指定の試練[56] - 「神々の試練」の一種であり、エネミーの属性が一度に複数登場し、すべての難易度で属性の組み合わせが異なっているが、指定された作品のキャラユニットすべてにイベントボーナスが設定されている。「re」バージョンのクエストには指定された作品のキャラユニットしか出撃できない（プレイアブルキャラクター実装数が少ない作品が指定された場合はその限りではない[57]）。初回クリア報酬の★5装備品も、指定作品のキャラのみに対応した性能になっている。
  - 属性限定の試練[58] - 「神々の試練」の一種であり、エネミーの属性は限定されている点は通常の「神々の試練」と同じだが、タイトルに「神々」の名称は冠せられていない。ルールの違いとしては、作品指定の試練同様に「re」バージョンの難易度では指定された属性のキャラクターしか出撃ができなくなる。指定された属性のキャラクターであれば、出現するエネミー全てに相性で有利となる。
  - 武器指定の試練[59] - 「神々の試練」の一種であり、エネミーの属性が一度に複数登場するが、指定された武器を扱えるキャラユニットすべてにイベントボーナスが設定されている。「re」バージョンのクエストには指定された武器を扱うキャラユニットしか出撃できない。ただし、複数の種類の武器を扱えるキャラユニットの場合、指定されていない武器を持ち込むことは可能。初回クリア報酬の★5装備品も、指定武器にまつわるものになっている。
  - 星の試練 - 「神々の試練」の亜種であり、クエスト別にそれぞれ異なる属性の敵が配置されている。クエスト内のルールは神々の試練に準ずるが、エネミーのLvはどのクエストも同じであり、代わりにエネミーの属性の組み合わせによって難易度に違いを持たせている。
    - エネミーのLvが高いイベントもあるが、1つのイベント内で上位クエストが解禁されていくのではなく、「星の試練ex」などのように別個のイベントとして開催され、出現するエネミーの内容や配置は難易度が異なるイベントごとに全て異なっている。
    - 「星」属性のリベルを成長強化できるアイテムが最終的な報酬になっており、イベントによっては★8に対応した「太陽のエンヴリマ」や、★9に対応した「アルカナ」を獲得できる。

  - コンバット - アデル・ベリアス率いるアルタメノス帝国とギジェルミナ率いる真影帝国の戦争をモチーフにした規模の大きい戦いを描いたエピソードから始まった、多数の部隊の同時使用イベント。キャラユニットや装備の重複ができない多数の部隊を一度に組む必要がある。ボスコンバットと題されたイベントの場合は原作の作品別に開催され、原作において中心となるボスキャラクターがエネミーとして登場する。
    - 戦闘行為が発生する「拠点」がいくつか存在し、クエストは拠点毎に存在する。消費スタミナは原則1で、同じ拠点であればすべてのクエストの推奨Lvも同じ。
      - 部隊はほかのコンテンツで使用できる通常の編成ではなく、コンバットの拠点が出現する度に新設される枠にその場で組むことになる。部隊はクエストの数だけ存在し、キャラユニットや装備品は1つの拠点内で複数の部隊に重複がきかない。
      - クエスト内においては、チャレンジリストやアイテムドロップが原則存在しない点・SUPPORTの利用が出来ない点を除けば特に変わったルールはない。初回クリア報酬も存在する。ただし一度クリアしたクエストは、その土地を部隊が占領し続けなければならないため、再チャレンジは原則できない。
      - キャラユニットや装備を重複させることなく全てのクエストをクリアすれば、拠点を完全制圧したことになり、初回完全制圧報酬を獲得したのち、別の拠点が解禁される。後に解禁される拠点ほど、一度に用意すべき部隊の数=クエストの数が多くなる。
      - クリア済のクエストで使用したキャラユニットや装備品を別の部隊に使い回そうとした場合、そのクエストの占領状態が解かれてしまい、クエストに再チャレンジできるようになる反面、制圧するには再びクリアする必要がある。また、拠点単位で「ギブアップ」することも可能で、その場合は全てのクエストの占領が解除される。ただし、各種初回報酬が失われたりリセットされることはない。
      - キャラユニットや装備の使いまわしが不可能であるのは同じ拠点のみ。つまり拠点が異なっていれば、同じキャラユニットや装備を再び使用できる。
      - 参考情報として、クエスト毎にどのキャラクターが使われているかを閲覧できる。王冠マークのアイコンをタッチすることで、上位10キャラクターが表示される[40]。
      - 拠点毎に、特定のロールや武器タイプのキャラのステータスを補強する「拠点ボーナス」が存在する。

    - 「地形調査」という特殊な拠点が出現することがある。その場で部隊を組む必要がある点はコンバットの原則ルール通りだが、クリア済みでも再チャレンジ可能で、チャレンジリストがあるうえにエネミーが素材をドロップし、スタミナ消費量が多い代わりに全軍突撃やコンティニューが可能という、日替わりクエストに近いルールになっている。拠点ボーナスや完全制圧報酬も存在しない。
- チャレンジ - 実装当時は期間限定イベントとして開催されていたものが常設化したものや、配信当初は常設イベントとして開催されていたもの。
  - 討伐 - ストーリーはなく、指定されたボスエネミーが待つクエストに挑戦する。消費スタミナは1で、エネミーからのアイテムドロップは無い。
    - 原則的には初回クリアで新装備品を獲得できるほか、チャレンジリストを満たすと獲得できる「討伐ポイント」を支払って、装備品や各種素材などを入手可能。
    - クエストタイトルに「ex」と名のついたものは、金色の討伐ポイントexを獲得することになり、交換できる報酬が別枠で用意されている。
    - 過去には、手に入る報酬などのシステムが一部異なっている期間限定の討伐イベントも開催されたが、のちにこちらのコンテンツに移動し[60]、期間限定となっていた討伐コンテンツはなくなっている。

  - 神々の試練・強敵 - 実装当初は期間限定とされ、のちにこちらのコンテンツに組み込まれる。イベントボーナスキャラは期間限定と同じく適用される。
  - エピックバトル - シリーズ作品ごとに登場するボスキャラクターとの連戦で、9WAVEに亘りすべての属性のエネミーが登場する。
    - 消費スタミナは1で、エネミーからのアイテムドロップは無い。SUPPORTは利用できない。
    - 報酬は初回クラウンのみ。

  - 全軍突撃バトル - 所持しているキャラクター全てを用いて、300WAVEにわたる連戦をどこまで勝ち抜けるかに挑戦する[61][62]。
    - スタミナを消費せず、1日3回まで出撃可能。なお、挑戦回数は途中で退却しても消費される。また、回数のリセットは5:00となる。
    - 編成は他のコンテンツとはまったく異なり、5つのロール（オールラウンダー、アタッカー、ディフェンダー、ジャマー、サポーター）ごとに4名までのキャラを、前線で戦うキャラクターとして配置する。
      - 伝説キャラは、プレイヤーが設定している状況如何に関係なく「オールラウンダー」扱い。
      - 編成の際、装備品・陣形は一切設定しない。
      - 編成に組み込まなかったキャラクターは、直接戦闘には参加しないが、所持している全てのキャラクターは同じロールの戦闘参加キャラクターの能力を補強する形で機能している。
      - 1名が「司令官」、残り3名が「副官」になる。コマンダースキルはこの編成に組み込んだキャラクターすべてのそれが発揮され、同じロールのキャラクターのうち対象者全員に恩恵が与えられる。特に、司令官に指定したコマンダースキルは効力が倍になる。
      - 戦闘参加する際の能力値は、他のコンテンツのパラメータが使われるのではなく、キャラクターごとの「戦闘力」の数値の合計を基にした「兵力」で決定される。
      - 装備品は、所持しているもの全てが、レアリティとレベルに応じて「兵力」を補強する形で機能し、最大200%の「武器庫ボーナス」という表記が目安になる。装備品の各種性能自体は一切関係しない。

    - 陣形は、各WAVEごとに自動で毎回組みなおされ、前列ほど狙われやすく、受けるダメージも大きい。敵に対して有利な相性のキャラが前列に立つ。
    - ロールに応じて、戦闘中に行う行動の候補が決まっている。プレイヤーがキャラクターごとに任意に設定した「AUTO」の設定は関係しない。
      - オールラウンダーは、攻撃・敵への弱体化・かばう・HP回復・弱体の回復・状態異常の回復を行う。
      - アタッカーは、攻撃のみを行う。
      - ディフェンダーは、かばう・敵への怒り付与を優先的に行い、それが行えないなら攻撃を行う。
      - ジャマーは、敵への弱体化を優先的に行い、それが行えないなら攻撃を行う。
      - サポーターは、HP回復・弱体の回復・状態異常の回復・味方の強化を優先的に行い、それが行えないなら攻撃を行う。

    - ロールのうち、「オールラウンダー」と「ジャマー」は特別な機能を持っている。
      - オールラウンダーは、1ターン2回行動となる。
      - ジャマーはその強さに応じて、1ターン目に敵へ一方的に攻撃できる「全軍突撃」の発生率を上げ、1ターン目に敵から一方的に攻撃される「不意打ち」の発生率を抑える。

    - 99ターン経過しても次のWAVEに進めなかった場合は、その場で全滅扱いになる。
    - どこまでWAVEを進めたかの最高記録が記載され、次回の挑戦からはそのWAVEまで戦闘演出の一切をスキップできる。ただし、兵力や戦況によってそれより前のWAVEまでしか進めなかった場合、全滅が確定するWAVEの戦闘シーンになる。

## 通貨
ゲーム内でのアイテム購入に必要なポイント。
- クラウン[43] - いわゆる課金ポイント。ゲーム内の報酬やログイン時のボーナスなどでも配布されており、主にキャラクターを獲得するための電子くじ「ガチャ」に使用する。課金した分の「有償クラウン」とゲーム内で獲得した「無償クラウン」に大別され、有償クラウン限定の品も一部に存在する（後述）。
  - 有償クラウンについては、180日の有効期限があるため[63]、ホーム画面のオプションから「有償クラウン内訳」で期限を閲覧できる[48]。
- ケロ[43] - ゲーム内通貨。クエストなどの各種報酬で手に入り、キャラクターの強化などに使用する。

## ミッション
ゲーム内で指定した条件を満たすことにより、対応する報酬を獲得できるリスト。主にクラウンや、スタミナ回復アイテムが手に入る。
- デイリー - 1日（0:00-23:59）の間に条件を満たす必要がある。
- ウィークリー - 1週間（月曜0:00-日曜23:59）の間に条件を満たす必要がある。
- 期間限定 - イベント開催ごとに設定される項目。イベント期間中に条件を満たす必要がある。基本は報酬1枠あたり受け取りも1回だが、場合によってはこの枠のなかにもデイリーに指定されたものがあり、1日内で条件を満たすごとに報酬が手に入る。
- 実績 - 期間は指定されていないが、条件毎に報酬が用意されているのは1度のみ。ゲームの進行度に応じて入手できるものが多く、同じ内容でも上位の条件がある場合は下位の条件を満たすことで初めて開示される。
- パネルミッション - 表記がパネル式になっているもの。9つの条件ごとに報酬が設定され、すべてを満たすと必ずコンプリート報酬が手に入る。新規ユーザー向けに用意された「初心者向けパネルミッション」を除けば、全てキャンペーン期間限定となる。

## 遠征
一定の時間を要してアイテムを獲得できるもの。EXP素材・ハンマー・エキス・宝珠・カンデラール・拡張パーツが手に入るのが原則だが、それとは別にクラウン・めざめのもと・スタミナ回復薬を獲得できる1日1回限定のデイリーコースもある。また、共通して報酬に「遠征ポイント」があり、ショップ（後述）でアイテムと交換できる。
- 最初は一度に1回の遠征しか行えないが、プレイヤーレベルが15・30になると、遠征を一度に2回・3回まで増やせる。
- 規定時間の半分超が残っている場合、途中で中断しようとすると「中止」になり、遠征もなかったことになる。
- 規定時間の半分以下しか残っていない場合、途中で中断すると「途中帰還」になり、経過時間に応じた量の報酬が手に入り、その遠征をクリアした扱いとなる。
- 一部キャンペーンによっては、デイリーコースが追加されることもある。
- なお、遠征に向かう演出として『サガ フロンティア 2』のキャラクターが登場するが、所持している同キャラを供出するわけではない。

## ガチャ
キャラクター・装備品が手に入る電子くじ。クラウン、フレンドポイント、チケットの3種に大別される。
- クラウン - キャラクターは★3-5、装備品（武器・防具）は★4-5が手に入る。有償クラウンを支払う場合、回数限定で安く購入できる。場合によっては有償クラウン限定販売のキャンペーンもある。キャラの★5に関しては、通常キャラと伝説キャラで確率枠が別個に設定されている。
  - レアガチャ - 特にキャンペーンのないもの。1日あたり1回無料。新登場したキャラクターや装備品は、「限定」に定められていないものが数ヵ月後にこのリストに加わる。目印としてレアガチャに対応しているキャラクターや装備品は「ベーシック」と称される。
  - 各種ピックアップガチャ - 同じレアリティの中でも指定されたキャラや装備品の入手率が高く設定されているもの。ピックアップ対象の入手率は基本的に固定であり、対象数が多くても少なくても1種あたりの確率は変わりない。
  - ステップアップガチャ - 全部で5ステップあり、必要なクラウンや入手できる数などがその都度変化する。
  - エクリプスガチャ - ショップにて有償クラウンで支払った買い物に付属する「エクリプスチケット(後述)」を使用する[67]。エクリプスチケット自体は他のガチャでも対応しているコーナーはあるが、エクリプスガチャ自体の利用はエクリプスチケットでなければ支払えない。
  - クラシックキャラガチャ - 期間限定キャラクターのうち、配信初期から特定の期間に実装されたものに限り入手できる[68]。半年という長期キャンペーン開催という形で提供され、レアガチャで入手できるキャラクターもここでは該当期間に実装されたものに絞られる。装備品はいっさい手に入らない。
  - その他キャンペーンガチャ - 一部キャンペーンによっては、1日1回あたり無料で10回分のガチャを購入できるコースが開設されることもある。
  - インペリアルコイン - 上記のうち「レアガチャ」「各種ピックアップガチャ」「ステップアップガチャ（原則）」「クラシックキャラガチャ」を購入した場合、購入数と同じ数のコインが手に入り、ショップでピップアップ中のキャラや装備品などと交換可能。
  - インペリアルピース - キャンペーン中に使わなかったインペリアルコインが変化したもの（キャンペーン終了後にコインと同数が変換される）。交換できるアイテムは各種素材や「獅子褒章」となり、期間は指定されていない。ただしレアガチャ・エクリプスガチャは期間限定ではないため、ここで得たコインはインペリアルピースには変化しない。
  - 伝説コイン - 伝説キャラがピックアップされているキャンペーンのガチャを購入した場合、インペリアルコインと同数が手に入る。ショップで伝説キャラとの交換が可能。交換への必要数が多い反面、キャンペーンが終わってもピースへの変換はされず、次以降の伝説キャラキャンペーンに持ち越すことが可能。
- フレンドポイント - 大半は低級-中級の強化素材だが、時々キャラクター（★3）や装備品（★3）が手に入る。1日あたり10回セットが無料。新登場したキャラクターや装備品は、「限定」に定められていないものが数ヵ月後にこのリストに加わる。
- チケット - 各種チケットに応じたレアリティ・カテゴリのキャラクターや装備品を獲得できる。
  - エクリプスチケット - このチケットは例外的に、レアガチャなどのクラウン消費ガチャにおいて、クラウンの代わりに支払う形で使用する。インペリアルコインの獲得もクラウン消費同様に可能。
  - イベントチケット - 一部のキャンペーンでは専用のコーナーで使用するチケットがある。
- イベント - 一部のイベント開催中・特別なキャンペーン開催中にのみ開示され、素材アイテムが主に手に入る。フレンドポイントガチャよりも素材は上等なものが揃う。ガチャを引くための条件はイベントやキャンペーン毎に異なる。

## ショップ
「クラウン」や「ケロ」、あるいは「各種ポイント」を支払うことでアイテムを購入できる施設。支払い手段ごとに別々の項目があり、それぞれ品揃えも異なる。
- クラウンショップ - 主に有償クラウンを支払い、複数のアイテムが1パックになった格安セットを購入できる。標準提供品として月1回（1日0:00-末日23:59）のパックがあり、キャンペーンによっては別のパックも平行販売される。
- ケロショップ - ケロを支払い、陣形・各種素材各種などを購入できる。
  - 陣形は1種類につき1回だけの販売。
  - 各種素材は1ヶ月（1日0:00-末日23:59）ごとに商品が更新される。
- 交換所 - 各種ポイントを支払い、それぞれ異なるアイテムを購入できる。
  - 遠征ポイント交換 - 遠征で得た「遠征ポイント」を支払う。装備品・各種素材・獅子褒章などを購入できる。
    - 装備品は1個あたり1回限り。
    - 獅子褒章・メダリオン・各種素材は1ヶ月（1日0:00-末日23:59）ごとに商品が更新される。

  - 討伐ポイント交換 - 討伐チャレンジをクリアして手に入れた「討伐ポイント」を支払う。各種素材・ケロ・装備品を購入できる。
    - 討伐ポイントを全て手に入れれば品揃えを全て購入できるようになっている。どの商品も期限はない。

  - 強敵ポイント交換 - 強敵クエストで得た「強敵ポイント」を支払う。装備品を購入できる。
    - 強敵クエストが新しく追加されると、獲得できるポイントで交換できるだけの商品が追加で入荷される。どの商品も期限はない。

  - フレンドポイント交換 - フレンドポイントを支払う。陣形・各種素材を購入できる。
    - 陣形は1種類につき1回だけの販売。
    - 各種素材に購入制限はない。

  - インペリアルコイン交換 - 特定のガチャを購入した際に手に入る「インペリアルコイン」を支払う[66]。
    - ガチャのキャンペーンの数だけ交換窓口がそれぞれ用意されており、ピックアップに対応したキャラクター（★4=75枚、★5=150枚）および装備品（★5=75枚）と交換できる。ただしピックアップ中でも★3キャラクターや★4装備品は交換できない。
    - 伝説コインの交換もここで行われる。伝説キャラの交換に300枚が必要。
    - 回数制限は設けられていない。既に覚醒段階が④になっているものでも獅子褒章やメダリオンとして交換可能。
    - どの交換窓口でも共通して、★5キャラクター（レアガチャ相当）のうちランダムでどれかが当たるチケット（150枚）、★5装備品（レアガチャ相当）のうちランダムでどれかが当たるチケット（75枚）との交換も可能。
      - ピックアップがないレアガチャに対応する窓口では、これらチケットとの交換のみ。
        - クラシックキャラガチャの場合は、ランダムではなくプレイヤーが指定して入手できるチケットとなっている（150枚）。

  - インペリアルピース交換 - 期限切れで使用不能となったインペリアルコインが変化した「インペリアルピース」[66] を支払う。獅子褒章・メダリオン・各種素材との交換が可能。
  - 素材交換 - エキス・宝珠・カンデラールを、属性ごとに上下のランクへ交換できる。上のランクに交換する場合は10個支払って1個入手、下のランクに交換する場合は1個支払って3個入手。
    - ただしカンデラールについては、最上位のものを交換で入手することはできない（最上位のものを支払って下位に交換することは可能）。

  - カンデラール交換 - キャンペーンなどで手に入る「カンデラール交換券」を支払う。属性ごとのカンデラール最上位を1枚交換で1個、属性を選んで入手。
  - めざめのもと交換 - イベントなどで手に入る「めざめのもと交換券」を支払う。ex覚醒ポイントを投与できる「めざめのもと」を1枚交換で1個、属性を選んで入手。
  - アルカナ交換 - イベントなどで手に入る「アルカナ交換券」を支払う。キャラクターユニットごとに用意されたLv110まで成長可能な素材「アルカナ」を1枚交換で1個入手。
  - 伝説アルカナ交換 - ショップでキャンペーン販売される「伝説アルカナ交換券」を支払う。伝説キャラをLv110まで成長可能な素材「伝説アルカナ」を1枚交換で1個入手。
  - HP+アクセサリー交換 - イベントなどで手に入る「HP+アクセサリー交換券」を支払う。HPに微量のボーナスが入った★4装飾品を、1枚交換で1種入手。
  - 陽光の花交換 - イベントなどで手に入る「陽光の花」を支払う。ガチャチケットや、Lv120への成長に必要な素材「光輝の桂冠」を入手。
  - 無銘武器・防具交換[70] - イベントなどで手に入る「無銘武器・防具・交換券」を支払う。工房スキルのスロットが多く設定されている「無銘」シリーズの★5武具を、1枚交換で1種入手。
  - スターターキャラコイン交換[71] - クラウンショップで販売されている「スターターキャラコイン」を支払う。高い性能を有した限定衣装・アートキャラから選定されたいくらかの★5キャラユニットを選択して、1枚交換で1種入手。
- イベントショップ - シナリオイベント開催時に交換制の「交換ポイント」を支払って報酬を購入できるものと、全てのクエストで支払ったスタミナと同数の「メダル」で購入できるものがある。前者はイベント開催時、後者は1ヶ月単位で陳列アイテムが入れ替わり、期間終了後も次のメンテナンス（原則1週間後）までなら購入可能。

## スタッフ
- ベニー松山 - シナリオ[72]
- 伊藤賢治 - 音楽[72]
- 直良有祐 - キャラクターデザイン[72]
- 倉持諭 - キャラクターデザイン[72]
- 大楽昌彦 - アートディレクター[72]
- 小竹宏明 - ディレクター[72]
- 奥州一馬 - プロデューサー[72]
- 河津秋敏 - エグゼクティブプロデューサー[72]

### 備考
1. ↑  衣装違いの別バージョンがユニットとして登場することもあるが、その場合は性別が固定されている。
2. ↑  たとえば『サガ フロンティア2』の登場人物「ウィリアム・ナイツ」は、ディスノミアにおいては青年期と老年期の存在が別々に存在しているうえ、なおかつ仲間の「コーデリア」の生死別に平行世界が発生していたが、本作の世界観ではそれら全ての記憶が統合された1人の存在となっている。
3. ↑  八逆徒という名称に反して9名いる理由は、亡星獣イルージオが2名の合体により構成されているため。
4. ↑  エネミーにもごく一部に星属性を持つものがいる。また、星属性を持っていない者でも、一部のキャラクターやエネミーの攻撃に星属性扱いとなっている例外がある。
5. ↑  「星」属性のリベルについては、初期レアリティが★5ではないが、獅子褒章を必要としない。
6. ↑  最初から所持しているリベルについては、光・闇属性の素材を使用する。
7. ↑  「基本行動2優先」はあくまで優先であって、基本行動1の禁止ではないため。
8. ↑  「戦闘不能」「石化」状態を除く。
9. ↑  キャラユニットの編成時に、探索イベント専用のイベントボーナス枠を確認できる。ただしイベントボーナスに該当するキャラユニットがいないので、枠組みだけがある形。
10. ↑  前作ではストーリーシーン中に選択肢が出現して物語を分岐させていたが、本作のストーリー演出には選択肢のシステムが存在しない。